# Llista de topònims de Manresa
Llista de topònims (noms propis de lloc) del municipi de Manresa, al Bages
Informació actualitzada per un bot. Els canvis manuals es perdran quan s'actualitzi!

## aqüeducte
| imatge | Nom                             | Ubicat a | instància de   | Detalls                     | coordenades                                          | Protecció                   | Commons (més fotos)             | Dades a WD                    |
| ------ | ------------------------------- | -------- | -------------- | --------------------------- | ---------------------------------------------------- | --------------------------- | ------------------------------- | ----------------------------- |
|        | Pont Llarg                      | Manresa  | aqüeducte      | Estil: arquitectura popular | 41° 44′ 31″ N, 1° 49′ 17″ E / 41.742062°N,1.821319°E | bé cultural d'interès local | Pont Llarg (Manresa)            | Modifica les dades a Wikidata |
|        | aqüeducte de la Font dels Llops | Manresa  | aqüeducte pont | Estil: arquitectura popular | 41° 43′ 01″ N, 1° 50′ 14″ E / 41.717027°N,1.837299°E | bé cultural d'interès local | Aqüeducte de la Font dels Llops | Modifica les dades a Wikidata |

## barri
| imatge | Nom                             | Ubicat a | instància de | Detalls | coordenades                                                       | Protecció | Commons (més fotos) | Dades a WD                    |
| ------ | ------------------------------- | -------- | ------------ | ------- | ----------------------------------------------------------------- | --------- | ------------------- | ----------------------------- |
|        | Can Saldes i Plaça de Catalunya | Manresa  | barri        |         | 41° 43′ 52″ N, 1° 49′ 05″ E / 41.731123627797°N,1.8181191882002°E |           |                     | Modifica les dades a Wikidata |
|        | Carretera de Santpedor          | Manresa  | barri        |         | 41° 44′ 12″ N, 1° 49′ 31″ E / 41.736600662044°N,1.8252336749881°E |           |                     | Modifica les dades a Wikidata |
|        | Mion i Puigberenguer            | Manresa  | barri        |         | 41° 44′ 15″ N, 1° 49′ 00″ E / 41.737414807374°N,1.8168013338693°E |           |                     | Modifica les dades a Wikidata |
|        | Miralpeix                       | Manresa  | barri        |         | 41° 43′ 55″ N, 1° 48′ 52″ E / 41.731986978868°N,1.8144961637401°E |           |                     | Modifica les dades a Wikidata |
|        | Sant Pau                        | Manresa  | barri        |         | 41° 42′ 51″ N, 1° 50′ 07″ E / 41.71418573812°N,1.8352585185448°E  |           |                     | Modifica les dades a Wikidata |
|        | Valldaura                       | Manresa  | barri        |         | 41° 43′ 26″ N, 1° 48′ 57″ E / 41.723894804129°N,1.8158471936995°E |           |                     | Modifica les dades a Wikidata |
|        | Vic i el Remei                  | Manresa  | barri        |         | 41° 43′ 40″ N, 1° 49′ 53″ E / 41.727656846816°N,1.8314082415707°E |           |                     | Modifica les dades a Wikidata |
|        | Vista Alegre                    | Manresa  | barri        |         | 41° 43′ 07″ N, 1° 49′ 06″ E / 41.718516496069°N,1.818350239978°E  |           |                     | Modifica les dades a Wikidata |
|        | el Barri Antic                  | Manresa  | barri        |         | 41° 43′ 26″ N, 1° 49′ 27″ E / 41.723981215843°N,1.824261354295°E  |           |                     | Modifica les dades a Wikidata |
|        | el Passeig i Rodalies           | Manresa  | barri        |         | 41° 43′ 39″ N, 1° 49′ 23″ E / 41.72757095228°N,1.8229935797537°E  |           |                     | Modifica les dades a Wikidata |
|        | el Poblenou                     | Manresa  | barri        |         | 41° 44′ 02″ N, 1° 49′ 31″ E / 41.733899131902°N,1.825282909874°E  |           |                     | Modifica les dades a Wikidata |
|        | la Balconada                    | Manresa  | barri        |         | 41° 42′ 38″ N, 1° 50′ 42″ E / 41.710680721781°N,1.8449378215043°E |           |                     | Modifica les dades a Wikidata |
|        | la Font dels Capellans          | Manresa  | barri        |         | 41° 43′ 50″ N, 1° 50′ 28″ E / 41.730455805832°N,1.8409764778046°E |           |                     | Modifica les dades a Wikidata |
|        | la Pujada Roja                  | Manresa  | barri        |         | 41° 44′ 09″ N, 1° 49′ 57″ E / 41.735773683676°N,1.8324635676513°E |           |                     | Modifica les dades a Wikidata |
|        | la Sagrada Família              | Manresa  | barri        |         | 41° 43′ 20″ N, 1° 50′ 19″ E / 41.722326884625°N,1.8387181487178°E |           |                     | Modifica les dades a Wikidata |
|        | les Escodines                   | Manresa  | barri        |         | 41° 43′ 23″ N, 1° 49′ 49″ E / 41.723142047875°N,1.8302878262651°E |           |                     | Modifica les dades a Wikidata |

## carrer
| imatge | Nom                        | Ubicat a | instància de                      | Detalls                              | coordenades                                                           | Protecció                                  | Commons (més fotos)        | Dades a WD                    |
| ------ | -------------------------- | -------- | --------------------------------- | ------------------------------------ | --------------------------------------------------------------------- | ------------------------------------------ | -------------------------- | ----------------------------- |
|        | Passeig Pere III           | Manresa  | carrer                            | Estil: arquitectura eclèctica        | 41° 43′ 37″ N, 1° 49′ 25″ E / 41.726822°N,1.823602°E                  | bé integrant del patrimoni cultural català | Passeig Pere III (Manresa) | Modifica les dades a Wikidata |
|        | carrer del Balç            | Manresa  | carrer                            |                                      | 41° 43′ 23″ N, 1° 49′ 38″ E / 41.72311040954675°N,1.827287156911912°E |                                            |                            | Modifica les dades a Wikidata |
|        | carrer del Doctor Zamenhof | Manresa  | carrer objecte Zamenhof-Esperanto | Anomenat per: Ludwik Lejzer Zamenhof | 41° 44′ 12″ N, 1° 50′ 01″ E / 41.736695°N,1.833558°E                  |                                            |                            | Modifica les dades a Wikidata |

## casa
| imatge | Nom                                 | Ubicat a | instància de       | Detalls                                                                               | coordenades                                                                        | Protecció                   | Commons (més fotos)                 | Dades a WD                    |
| ------ | ----------------------------------- | -------- | ------------------ | ------------------------------------------------------------------------------------- | ---------------------------------------------------------------------------------- | --------------------------- | ----------------------------------- | ----------------------------- |
|        | Casa Amigant                        | Manresa  | casa               |                                                                                       | 41° 43′ 24″ N, 1° 49′ 35″ E / 41.723282°N,1.826327°E ca:C. Amigant, 10             |                             | Casa Amigant (Manresa)              | Modifica les dades a Wikidata |
|        | Casa Arderiu                        | Manresa  | casa               | Arquitecte: Josep Firmat i Serramalera Estil: arquitectura neoclàssica                | 41° 43′ 31″ N, 1° 49′ 23″ E / 41.725231°N,1.822982°E                               | bé cultural d'interès local | Casa Arderiu (Manresa)              | Modifica les dades a Wikidata |
|        | Casa Armengou                       | Manresa  | casa               | Estil: arquitectura modernista                                                        | 41° 43′ 33″ N, 1° 49′ 33″ E / 41.725873°N,1.825892°E                               | bé cultural d'interès local | Casa Armengou (Manresa)             | Modifica les dades a Wikidata |
|        | Casa Asols                          | Manresa  | casa               | Estil: barroc                                                                         | 41° 43′ 23″ N, 1° 49′ 41″ E / 41.723109°N,1.827956°E                               | bé cultural d'interès local | Casa Asols (Manresa)                | Modifica les dades a Wikidata |
|        | Casa Bosch                          | Manresa  | casa               |                                                                                       | 41° 43′ 40″ N, 1° 49′ 42″ E / 41.72773°N,1.828203°E                                |                             | Casa Bosch (Manresa)                | Modifica les dades a Wikidata |
|        | Casa Devant                         | Manresa  | casa               | Estil: historicisme arquitectònic                                                     | 41° 43′ 36″ N, 1° 49′ 24″ E / 41.726747°N,1.823315°E                               | bé cultural d'interès local | Casa Devant (Manresa)               | Modifica les dades a Wikidata |
|        | Casa Fornells                       | Manresa  | casa               |                                                                                       | 41° 43′ 28″ N, 1° 49′ 19″ E / 41.724359°N,1.821813°E ca:Carrer Urgell, 40 220 msnm | bé cultural d'interès local | Casa Fornells (Manresa)             | Modifica les dades a Wikidata |
|        | Casa Gabernet Espanyol              | Manresa  | casa               | Estil: modernisme català arquitectura modernista                                      | 41° 43′ 38″ N, 1° 49′ 26″ E / 41.72713°N,1.823753°E                                | bé cultural d'interès local | Casa Gabernet Espanyol (Manresa)    | Modifica les dades a Wikidata |
|        | Casa Lluvià                         | Manresa  | casa               | Arquitecte: Ignasi Oms i Ponsa Estil: modernisme català arquitectura modernista       | 41° 43′ 36″ N, 1° 49′ 22″ E / 41.726769°N,1.822821°E                               | bé cultural d'interès local | Casa Lluvia                         | Modifica les dades a Wikidata |
|        | Casa Matamala                       | Manresa  | casa               | Estil: arquitectura popular                                                           | 41° 43′ 40″ N, 1° 49′ 11″ E / 41.727788°N,1.81965°E                                | bé cultural d'interès local | Casa Matamala (Manresa)             | Modifica les dades a Wikidata |
|        | Casa Oller                          | Manresa  | casa               | Estil: barroc                                                                         | 41° 43′ 25″ N, 1° 49′ 29″ E / 41.72364°N,1.824835°E                                | bé cultural d'interès local | Casa Oller (Manresa)                | Modifica les dades a Wikidata |
|        | Casa Padró-Domènech                 | Manresa  | casa               | Estil: modernisme català arquitectura modernista                                      | 41° 43′ 39″ N, 1° 49′ 29″ E / 41.727554°N,1.824731°E                               | bé cultural d'interès local | Casa Padro-Domènech (Manresa)       | Modifica les dades a Wikidata |
|        | Casa Padró-Riera                    | Manresa  | casa               | Arquitecte: Bernat Pejoan i Sanmartí Estil: modernisme català arquitectura modernista | 41° 43′ 41″ N, 1° 49′ 26″ E / 41.728005°N,1.823857°E                               | bé cultural d'interès local | Casa Padró-Riera (Manresa)          | Modifica les dades a Wikidata |
|        | Casa Planell                        | Manresa  | casa               | Estil: arquitectura neoclàssica                                                       | 41° 43′ 22″ N, 1° 49′ 38″ E / 41.722702°N,1.827103°E                               | bé cultural d'interès local | Casa Planell (Manresa)              | Modifica les dades a Wikidata |
|        | Casa Puig i Font                    | Manresa  | casa               | Arquitecte: Ignasi Oms i Ponsa Estil: historicisme arquitectònic                      | 41° 43′ 40″ N, 1° 49′ 26″ E / 41.727778°N,1.823798°E                               | bé cultural d'interès local | Casa Puig i Font (Manresa)          | Modifica les dades a Wikidata |
|        | Casa Sitjes                         | Manresa  | casa               | Arquitecte: Alexandre Soler i March Estil: historicisme arquitectònic noucentisme     | 41° 43′ 38″ N, 1° 49′ 26″ E / 41.727283°N,1.823762°E                               | bé cultural d'interès local | Casa Sitjes (Manresa)               | Modifica les dades a Wikidata |
|        | Casa Soler Casolleras               | Manresa  | casa               | Estil: noucentisme                                                                    | 41° 43′ 44″ N, 1° 49′ 49″ E / 41.729022°N,1.830216°E                               | bé cultural d'interès local | Casa Soler Casolleras (Manresa)     | Modifica les dades a Wikidata |
|        | Casa Soler-Arola                    | Manresa  | casa               | Estil: historicisme arquitectònic                                                     | 41° 43′ 39″ N, 1° 49′ 26″ E / 41.727617°N,1.823792°E                               | bé cultural d'interès local | Casa Soler-Arola (Manresa)          | Modifica les dades a Wikidata |
|        | Casa Suanya                         | Manresa  | casa               |                                                                                       | 41° 43′ 26″ N, 1° 49′ 26″ E / 41.723813°N,1.823945°E                               | bé cultural d'interès local | Casa Suanya (Manresa)               | Modifica les dades a Wikidata |
|        | Casa Torres de Bages-Argullol       | Manresa  | casa               | Estil: barroc                                                                         | 41° 43′ 27″ N, 1° 49′ 19″ E / 41.724031°N,1.821946°E                               | bé cultural d'interès local | Casa Torres de Bages-Argullol       | Modifica les dades a Wikidata |
|        | Casa Vidal                          | Manresa  | casa               | Estil: arquitectura neoclàssica                                                       | 41° 43′ 23″ N, 1° 49′ 23″ E / 41.722952°N,1.822963°E                               | bé cultural d'interès local | Casa Vidal (Manresa)                | Modifica les dades a Wikidata |
|        | Cases Barates de la Sagrada Família | Manresa  | casa cases barates | Estil: arquitectura popular                                                           | 41° 43′ 34″ N, 1° 50′ 18″ E / 41.726015°N,1.838269°E                               | bé cultural d'interès local | Cases Barates de la Sagrada Família | Modifica les dades a Wikidata |
|        | Torre d'en Carreras                 | Manresa  | casa               | Estil: arquitectura popular                                                           | 41° 44′ 14″ N, 1° 50′ 44″ E / 41.737307°N,1.845522°E                               | bé cultural d'interès local | Torre d'en Carreras (Manresa)       | Modifica les dades a Wikidata |
|        | casa Torra                          | Manresa  | casa               | Arquitecte: Ignasi Oms i Ponsa Estil: modernisme català arquitectura modernista       | 41° 43′ 37″ N, 1° 49′ 20″ E / 41.727008°N,1.822306°E                               | bé cultural d'interès local | Casa Torra                          | Modifica les dades a Wikidata |

## cementiri
| imatge | Nom                     | Ubicat a | instància de | Detalls | coordenades                                                           | Protecció                   | Commons (més fotos)            | Dades a WD                    |
| ------ | ----------------------- | -------- | ------------ | ------- | --------------------------------------------------------------------- | --------------------------- | ------------------------------ | ----------------------------- |
|        | cementiri de Manresa    | Manresa  | cementiri    |         | 41° 43′ 38″ N, 1° 48′ 42″ E / 41.727279°N,1.811754°E                  | bé cultural d'interès local | Cementiri municipal de Manresa | Modifica les dades a Wikidata |
|        | cementiri de Viladordis | Manresa  | cementiri    |         | 41° 43′ 19″ N, 1° 51′ 57″ E / 41.72203048753131°N,1.865830421447754°E |                             | Cementiri de Viladordis        | Modifica les dades a Wikidata |

## creu de terme
| imatge | Nom                           | Ubicat a                           | instància de          | Detalls                     | coordenades                                          | Protecció                                  | Commons (més fotos)                  | Dades a WD                    |
| ------ | ----------------------------- | ---------------------------------- | --------------------- | --------------------------- | ---------------------------------------------------- | ------------------------------------------ | ------------------------------------ | ----------------------------- |
|        | creu de terme de Cal Gravat   | Manresa                            | creu de terme         | Estil: arquitectura popular | 41° 42′ 58″ N, 1° 51′ 12″ E / 41.716106°N,1.853381°E | bé cultural d'interès local                |                                      | Modifica les dades a Wikidata |
|        | creu de terme de Coll Manresa | Manresa                            | creu de terme edifici | Estil: arquitectura popular | 41° 43′ 18″ N, 1° 49′ 03″ E / 41.721722°N,1.817444°E | bé cultural d'interès nacional             | Creu de terme de Coll Manresa        | Modifica les dades a Wikidata |
|        | creu de terme de Guixera      | Manresa                            | creu de terme         | Estil: arquitectura popular | 41° 44′ 10″ N, 1° 49′ 56″ E / 41.736126°N,1.832339°E | bé cultural d'interès local                | Creu de terme de Guixera (Manresa)   | Modifica les dades a Wikidata |
|        | creu de terme de Salelles     | Manresa Sant Salvador de Guardiola | creu de terme         |                             | 41° 42′ 12″ N, 1° 47′ 42″ E / 41.703427°N,1.794885°E | bé cultural d'interès local                | Creu de terme de Salelles            | Modifica les dades a Wikidata |
|        | creu de terme de l'Agulla     | Manresa                            | creu de terme         | Estil: arquitectura popular | 41° 45′ 02″ N, 1° 50′ 27″ E / 41.750434°N,1.840902°E | bé cultural d'interès local                | Creu de terme de l'Agulla (Manresa)  | Modifica les dades a Wikidata |
|        | creu de terme de la Culla     | Manresa                            | creu de terme edifici |                             | 41° 43′ 11″ N, 1° 50′ 21″ E / 41.719747°N,1.839061°E | bé integrant del patrimoni cultural català | Creu de terme de la Culla            | Modifica les dades a Wikidata |
|        | creu de terme del Pont Nou    | Manresa                            | creu de terme         | Estil: arquitectura popular | 41° 43′ 35″ N, 1° 48′ 55″ E / 41.726448°N,1.815153°E | bé cultural d'interès local                | Creu de terme del Pont Nou (Manresa) | Modifica les dades a Wikidata |
|        | creu de terme del Pont Vell   | Manresa                            | creu de terme edifici | Estil: arquitectura popular | 41° 43′ 19″ N, 1° 49′ 52″ E / 41.722063°N,1.831119°E | bé cultural d'interès nacional             | Creu de terme del Pont Vell          | Modifica les dades a Wikidata |
|        | creu de terme del Tort        | Manresa                            | creu de terme         | Estil: barroc               | 41° 43′ 16″ N, 1° 50′ 02″ E / 41.721217°N,1.833862°E | bé cultural d'interès local                | Creu de terme del Tort (Manresa)     | Modifica les dades a Wikidata |

## curs d'aigua
| imatge | Nom                | Ubicat a                                                  | instància de | Detalls                                         | coordenades | Protecció | Commons (més fotos)           | Dades a WD                    |
| ------ | ------------------ | --------------------------------------------------------- | ------------ | ----------------------------------------------- | --- | --------- | ----------------------------- | ----------------------------- |
|        | Cardener           | Solsonès Bages                                            | curs d'aigua | Desemboca: Llobregat Llarg: 87km Conca: 1374km² | 42° 10′ 54″ N, 1° 34′ 44″ E / 42.181581°N,1.578805°E 41° 40′ 47″ N, 1° 51′ 10″ E / 41.679718°N,1.852642°E                                    |           | Cardener River                | Modifica les dades a Wikidata |
|        | riera de Guardiola | Sant Salvador de Guardiola Castellgalí Manresa            | curs d'aigua | Desemboca: Cardener                             | 41° 39′ 14″ N, 1° 43′ 55″ E / 41.653857°N,1.731831°E 41° 40′ 57″ N, 1° 50′ 16″ E / 41.682634°N,1.837649°E                                    |           | Riera de Cornet (Castellgalí) | Modifica les dades a Wikidata |
|        | riera de Rajadell  | Sant Pere Sallavinera Aguilar de Segarra Rajadell Manresa | curs d'aigua | Desemboca: Cardener                             | 41° 44′ 53″ N, 1° 35′ 16″ E / 41.748038055555554°N,1.587916111111111°E 41° 42′ 30″ N, 1° 50′ 13″ E / 41.70828805555555°N,1.837033888888889°E |           | Riera de Rajadell             | Modifica les dades a Wikidata |

## edifici
| imatge | Nom                                                           | Ubicat a | instància de | Detalls                                                                                         | coordenades                                                                                 | Protecció                                            | Commons (més fotos)                                  | Dades a WD                    |
| ------ | ------------------------------------------------------------- | -------- | ------------ | ----------------------------------------------------------------------------------------------- | ------------------------------------------------------------------------------------------- | ---------------------------------------------------- | ---------------------------------------------------- | ----------------------------- |
|        | Antic Convent de l'Església del Carme                         | Manresa  | edifici      | Estil: arquitectura gòtica                                                                      | 41° 43′ 29″ N, 1° 49′ 33″ E / 41.724694°N,1.825949°E                                        | bé cultural d'interès local                          | Antic Convent de l'Església del Carme                | Modifica les dades a Wikidata |
|        | Antic escorxador de Manresa                                   | Manresa  | edifici      | Arquitecte: Ignasi Oms i Ponsa Estil: modernisme català 1908                                    | 41° 44′ 07″ N, 1° 49′ 25″ E / 41.7354°N,1.82371111°E                                        | bé cultural d'interès local                          | Antic escorxador de Manresa                          | Modifica les dades a Wikidata |
|        | Antics Jutjats de Primera Instància de Manresa                | Manresa  | edifici      | Estil: barroc                                                                                   | 41° 43′ 22″ N, 1° 49′ 39″ E / 41.722657°N,1.827609°E                                        | bé cultural d'interès local                          | Jutjats de Manresa                                   | Modifica les dades a Wikidata |
|        | Antiga Impremta Esparbé                                       | Manresa  | edifici      |                                                                                                 | 41° 43′ 25″ N, 1° 49′ 41″ E / 41.723511°N,1.82818°E                                         | bé cultural d'interès local                          | Antiga Impremta Esparbé                              | Modifica les dades a Wikidata |
|        | Arc del carrer d'en Botí                                      | Manresa  | edifici      | Estil: arquitectura gòtica                                                                      | 41° 43′ 25″ N, 1° 49′ 34″ E / 41.723678°N,1.826121°E                                        | bé cultural d'interès local                          | Arc del carrer d'en Botí                             | Modifica les dades a Wikidata |
|        | Banca Catalana                                                | Manresa  | edifici      | Estil: historicisme arquitectònic                                                               | 41° 43′ 37″ N, 1° 49′ 29″ E / 41.727024°N,1.824825°E                                        | bé cultural d'interès local                          | Banca Catalana (Manresa)                             | Modifica les dades a Wikidata |
|        | Can Jorba                                                     | Manresa  | edifici      | Arquitecte: Arnau Calvet i Peyronill Estil: art déco                                            | 41° 43′ 31″ N, 1° 49′ 29″ E / 41.7252°N,1.82463°E ca:Pl. Sant Domènec, 2 i Born, 36         | bé cultural d'interès local                          | Magatzems Jorba                                      | Modifica les dades a Wikidata |
|        | Casa Caritat                                                  | Manresa  | edifici      | Arquitecte: Antoni Rovira i Trias Alexandre Soler i March Estil: arquitectura neoclàssica       | 41° 43′ 37″ N, 1° 49′ 45″ E / 41.72706°N,1.829212°E                                         | bé cultural d'interès local                          | Casa Caritat (Manresa)                               | Modifica les dades a Wikidata |
|        | Casa de Cultura de la Caixa de Pensions de Manresa            | Manresa  | edifici      | Arquitecte: Enric Sagnier i Villavecchia Estil: modernisme català arquitectura modernista       | 41° 43′ 32″ N, 1° 49′ 26″ E / 41.725546°N,1.823902°E                                        | bé cultural d'interès local                          | Casa de Cultura de la Caixa de Pensions (Manresa)    | Modifica les dades a Wikidata |
|        | Casal Familiar Recreatiu                                      | Manresa  | edifici      |                                                                                                 |                                                                                             |                                                      |                                                      | Modifica les dades a Wikidata |
|        | Casal Regionalista                                            | Manresa  | edifici      | Arquitecte: Ignasi Oms i Ponsa Alexandre Soler i March Estil: modernisme català                 | 41° 43′ 34″ N, 1° 49′ 25″ E / 41.726152°N,1.823702°E ca:Passeig de Pere III, 12 229 msnm    | bé cultural d'interès local                          | Casal Regionalista                                   | Modifica les dades a Wikidata |
|        | Casino de Manresa                                             | Manresa  | edifici      | Arquitecte: Ignasi Oms i Ponsa Estil: modernisme català arquitectura modernista 1906            | 41° 43′ 38″ N, 1° 49′ 24″ E / 41.72722222°N,1.82333333°E ca:Passeig de Pere III, 27         | bé d'interès cultural bé cultural d'interès nacional | Casino de Manresa                                    | Modifica les dades a Wikidata |
|        | Celler Cooperatiu de Salelles                                 | Manresa  | edifici      |                                                                                                 | 41° 42′ 34″ N, 1° 48′ 09″ E / 41.70934°N,1.80257°E                                          | bé integrant del patrimoni cultural català           |                                                      | Modifica les dades a Wikidata |
|        | Central elèctrica La Catalana                                 | Manresa  | edifici      | Estil: arquitectura popular                                                                     | 41° 43′ 01″ N, 1° 48′ 46″ E / 41.716979°N,1.812897°E                                        | bé cultural d'interès local                          | Central elèctrica La Catalana                        | Modifica les dades a Wikidata |
|        | Cinema Olimpia                                                | Manresa  | edifici      | Arquitecte: Josep Danés i Torras Estil: noucentisme                                             | 41° 43′ 35″ N, 1° 49′ 27″ E / 41.726323°N,1.824276°E                                        | bé cultural d'interès local                          | Cinema Olimpia (Manresa)                             | Modifica les dades a Wikidata |
|        | Claustre de les Caputxines de Manresa                         | Manresa  | edifici      | Estil: arquitectura gòtica                                                                      | 41° 43′ 22″ N, 1° 49′ 27″ E / 41.722767°N,1.824232°E                                        | bé cultural d'interès local                          | Claustre de les Caputxines (Manresa)                 | Modifica les dades a Wikidata |
|        | Col·legi-Asil dels Infants                                    | Manresa  | edifici      | Arquitecte: Ignasi Oms i Ponsa Estil: modernisme català arquitectura modernista                 | 41° 43′ 34″ N, 1° 49′ 35″ E / 41.726°N,1.82645°E                                            | bé cultural d'interès local                          | Col·legi-Asil dels Infants                           | Modifica les dades a Wikidata |
|        | Consell Comarcal del Bages                                    | Manresa  | edifici      |                                                                                                 | 41° 43′ 28″ N, 1° 49′ 18″ E / 41.724479307515°N,1.82167142354656°E                          |                                                      |                                                      | Modifica les dades a Wikidata |
|        | Edifici transformador de la Manresana d'Electricitat          | Manresa  | edifici      | Estil: arquitectura popular                                                                     | 41° 43′ 36″ N, 1° 49′ 17″ E / 41.726702°N,1.821445°E ca:Carrer Canonge Muntanyà, 2 232 msnm | bé cultural d'interès local                          | Edifici transformador de la Manresana d'Electricitat | Modifica les dades a Wikidata |
|        | Farinera Albareda                                             | Manresa  | edifici      | Arquitecte: Alexandre Soler i March Estil: modernisme català historicisme arquitectònic         | 41° 43′ 17″ N, 1° 49′ 00″ E / 41.721286°N,1.816706°E                                        | bé cultural d'interès local                          | Farinera Albareda                                    | Modifica les dades a Wikidata |
|        | Farinera La Favorita                                          | Manresa  | edifici      | Estil: historicisme arquitectònic                                                               | 41° 42′ 53″ N, 1° 49′ 52″ E / 41.714848°N,1.831135°E                                        | bé cultural d'interès local                          |                                                      | Modifica les dades a Wikidata |
|        | Farinera la Florinda                                          | Manresa  | edifici      | Arquitecte: Ignasi Oms i Ponsa Estil: modernisme català                                         | 41° 43′ 23″ N, 1° 49′ 04″ E / 41.723142°N,1.817661°E                                        | bé cultural d'interès local                          | Farinera la Florinda                                 | Modifica les dades a Wikidata |
|        | Fàbrica Balcells                                              | Manresa  | edifici      | Estil: historicisme arquitectònic 1890                                                          | 41° 43′ 18″ N, 1° 49′ 24″ E / 41.721695°N,1.823413°E                                        | bé cultural d'interès local                          | Fàbrica Balcells (Manresa)                           | Modifica les dades a Wikidata |
|        | Fàbrica del Salt                                              | Manresa  | edifici      | Estil: arquitectura popular                                                                     | 41° 43′ 21″ N, 1° 49′ 43″ E / 41.7224°N,1.82862°E                                           | bé cultural d'interès local                          | Fàbrica del Salt                                     | Modifica les dades a Wikidata |
|        | Grup Escolar Renaixença                                       | Manresa  | edifici      | Estil: racionalisme arquitectònic                                                               | 41° 43′ 39″ N, 1° 49′ 17″ E / 41.727403°N,1.821427°E                                        | bé cultural d'interès local                          | Grup Escolar Renaixença (Manresa)                    | Modifica les dades a Wikidata |
|        | Hospital de les Germanetes dels Pobres                        | Manresa  | edifici      | Estil: historicisme arquitectònic                                                               | 41° 43′ 23″ N, 1° 49′ 56″ E / 41.723071°N,1.832166°E                                        | bé cultural d'interès local                          | Hospital de les Germanetes dels Pobres (Manresa)     | Modifica les dades a Wikidata |
|        | Institut Lluís de Peguera                                     | Manresa  | edifici      | Arquitecte: Alexandre Soler i March Estil: modernisme català arquitectura eclèctica             | 41° 43′ 52″ N, 1° 49′ 33″ E / 41.731015°N,1.82581°E                                         | bé cultural d'interès local                          | Institut Lluís de Peguera                            | Modifica les dades a Wikidata |
|        | Mercat de Manresa                                             | Manresa  | edifici      | Arquitecte: Ignasi Oms i Ponsa Estil: arquitectura modernista 1900 Estat: enderrocat o destruït | 41° 43′ 30″ N, 1° 49′ 36″ E / 41.724924°N,1.826583°E ca:Plaça Infants                       | bé integrant del patrimoni cultural català           |                                                      | Modifica les dades a Wikidata |
|        | Museu de la Tècnica de Manresa                                | Manresa  | edifici      | Estil: academicisme 1993 Superfície: 2400m²                                                     | 41° 43′ 58″ N, 1° 49′ 53″ E / 41.732842°N,1.831498°E                                        | bé cultural d'interès local                          | Museu de la Tècnica de Manresa                       | Modifica les dades a Wikidata |
|        | Pou de la Gallina                                             | Manresa  | edifici      | Estil: arquitectura popular                                                                     | 41° 43′ 27″ N, 1° 49′ 40″ E / 41.724206°N,1.827853°E                                        | bé cultural d'interès local                          | Pou de la Gallina                                    | Modifica les dades a Wikidata |
|        | Quiosc de l'Arpa                                              | Manresa  | edifici      | Arquitecte: Josep Firmat i Serramalera Estil: arquitectura modernista                           | 41° 43′ 29″ N, 1° 49′ 27″ E / 41.724781°N,1.824102°E                                        | bé cultural d'interès local                          | Quiosc de l'Arpa                                     | Modifica les dades a Wikidata |
|        | Sala Els Carlins                                              | Manresa  | edifici      | Estil: arquitectura modernista                                                                  |                                                                                             | bé cultural d'interès local                          |                                                      | Modifica les dades a Wikidata |
|        | Teatre Conservatori de Manresa                                | Manresa  | edifici      | Arquitecte: Josep Torres i Argullol Estil: historicisme arquitectònic                           | 41° 43′ 31″ N, 1° 49′ 24″ E / 41.725178°N,1.823424°E ca:plaça Sant Domènec 228 msnm         | bé integrant del patrimoni cultural català           | Teatre Conservatori de Manresa                       | Modifica les dades a Wikidata |
|        | Teatre Kursaal de Manresa                                     | Manresa  | edifici      | Arquitecte: Josep Firmat i Serramalera Estil: noucentisme                                       | 41° 43′ 40″ N, 1° 49′ 23″ E / 41.727872°N,1.823128°E                                        | bé cultural d'interès local                          | Teatre Kursaal de Manresa                            | Modifica les dades a Wikidata |
|        | Transformador de la Manresana d'Electricitat al Pont Vilomara | Manresa  | edifici      | Estil: arquitectura popular                                                                     | 41° 42′ 42″ N, 1° 52′ 06″ E / 41.711639°N,1.8682°E                                          | bé cultural d'interès local                          |                                                      | Modifica les dades a Wikidata |
|        | edifici de les Forces Hidroelèctriques del Segre              | Manresa  | edifici      | Estil: historicisme arquitectònic                                                               | 41° 43′ 32″ N, 1° 49′ 41″ E / 41.725473°N,1.828153°E                                        | bé cultural d'interès local                          | Edifici de les Forces Hidroelèctriques del Segre     | Modifica les dades a Wikidata |

## edifici industrial
| imatge | Nom                      | Ubicat a | instància de       | Detalls                                             | coordenades                                                                       | Protecció                                            | Commons (més fotos)                | Dades a WD                    |
| ------ | ------------------------ | -------- | ------------------ | --------------------------------------------------- | --------------------------------------------------------------------------------- | ---------------------------------------------------- | ---------------------------------- | ----------------------------- |
|        | Fàbrica Bertrand i Serra | Manresa  | edifici industrial | Estil: modernisme català                            | 41° 43′ 37″ N, 1° 49′ 57″ E / 41.72693°N,1.832443°E ca:Avinguda Bertrand i Serra. | bé cultural d'interès local                          | Fàbrica Bertrand i Serra (Manresa) | Modifica les dades a Wikidata |
|        | Fàbrica dels Panyos      | Manresa  | edifici industrial | Estil: arquitectura popular 1818 Superfície: 4383m² | 41° 43′ 25″ N, 1° 48′ 54″ E / 41.7235°N,1.81501°E ca:Francesc Moragues, 36-64     | bé d'interès cultural bé cultural d'interès nacional | Fàbrica dels Panyos                | Modifica les dades a Wikidata |

## entitat singular de població
| imatge | Nom                   | Ubicat a | instància de                                   | Detalls                      | coordenades                                                                | Protecció | Commons (més fotos) | Dades a WD                    |
| ------ | --------------------- | -------- | ---------------------------------------------- | ---------------------------- | -------------------------------------------------------------------------- | --------- | ------------------- | ----------------------------- |
|        | Manresa               | Manresa  | entitat singular de població capital municipal | 77289 hab                    | 41° 43′ 41″ N, 1° 49′ 26″ E / 41.72815°N,1.82399°E 234 msnm                |           |                     | Modifica les dades a Wikidata |
|        | Mas Terrós            | Manresa  | entitat singular de població                   | 61 hab                       | 41° 45′ 14″ N, 1° 49′ 31″ E / 41.75397063°N,1.825407793°E 294 msnm         |           |                     | Modifica les dades a Wikidata |
|        | Mas d'en Pla          | Manresa  | entitat singular de població                   | 103 hab                      | 41° 44′ 32″ N, 1° 48′ 59″ E / 41.74212647°N,1.816284209°E 252 msnm         |           |                     | Modifica les dades a Wikidata |
|        | Mas d'en Roca         | Manresa  | entitat singular de població                   | 57 hab                       | 41° 43′ 29″ N, 1° 51′ 15″ E / 41.72463399°N,1.85410728°E 265 msnm          |           |                     | Modifica les dades a Wikidata |
|        | Pont de Vilomara      | Manresa  | entitat singular de població                   | 33 hab                       | 41° 42′ 01″ N, 1° 52′ 04″ E / 41.70033635°N,1.867868354°E 208 msnm         |           |                     | Modifica les dades a Wikidata |
|        | Sant Pau              | Manresa  | entitat singular de població                   | 515 hab                      | 41° 42′ 52″ N, 1° 50′ 00″ E / 41.71440155°N,1.83325055°E 225 msnm          |           |                     | Modifica les dades a Wikidata |
|        | Santa Caterina        | Manresa  | entitat singular de població                   | 259 hab                      | 41° 43′ 07″ N, 1° 49′ 35″ E / 41.71847716°N,1.826361469°E 274 msnm         |           |                     | Modifica les dades a Wikidata |
|        | Viladordis            | Manresa  | entitat singular de població                   | 212 hab                      | 41° 43′ 28″ N, 1° 51′ 48″ E / 41.72431944°N,1.86345833°E 270 msnm          |           | Viladordis          | Modifica les dades a Wikidata |
|        | el Camí del Suanya    | Manresa  | entitat singular de població                   | 60 hab                       | 41° 43′ 08″ N, 1° 47′ 21″ E / 41.71890989°N,1.78930182°E 254 msnm          |           |                     | Modifica les dades a Wikidata |
|        | el Colomer            | Manresa  | entitat singular de població                   | 40 hab                       | 41° 44′ 47″ N, 1° 50′ 20″ E / 41.74644658°N,1.838973811°E 296 msnm         |           |                     | Modifica les dades a Wikidata |
|        | el Guix               | Manresa  | entitat singular de població                   | 224 hab                      | 41° 44′ 29″ N, 1° 50′ 48″ E / 41.741322487062°N,1.8467939360858°E 282 msnm |           |                     | Modifica les dades a Wikidata |
|        | el Poal               | Manresa  | entitat singular de població                   | 142 hab                      | 41° 45′ 03″ N, 1° 49′ 54″ E / 41.750834°N,1.831613°E 264 msnm              |           |                     | Modifica les dades a Wikidata |
|        | el Xup                | Manresa  | entitat singular de població                   | 259 hab                      | 41° 42′ 53″ N, 1° 48′ 14″ E / 41.714765234332°N,1.8039940329495°E 226 msnm |           |                     | Modifica les dades a Wikidata |
|        | els Comtals           | Manresa  | entitat singular de població                   | 257 hab                      | 41° 41′ 53″ N, 1° 49′ 59″ E / 41.697952038441°N,1.833147986584°E 207 msnm  |           |                     | Modifica les dades a Wikidata |
|        | l'Oller               | Manresa  | entitat singular de població                   | 43 hab Anomenat per: l'Oller | 41° 42′ 17″ N, 1° 48′ 09″ E / 41.70468658°N,1.802564609°E 261 msnm         |           |                     | Modifica les dades a Wikidata |
|        | la Plana del Pont Nou | Manresa  | entitat singular de població                   | 99 hab                       | 41° 43′ 43″ N, 1° 48′ 39″ E / 41.72859273°N,1.81091868°E 214 msnm          |           |                     | Modifica les dades a Wikidata |
|        | les Ferreres          | Manresa  | entitat singular de població                   | 84 hab                       | 41° 42′ 49″ N, 1° 47′ 32″ E / 41.71362736°N,1.79229788°E 265 msnm          |           |                     | Modifica les dades a Wikidata |

## església
| imatge | Nom                                                         | Ubicat a | instància de                      | Detalls                                                                            | coordenades                                                                   | Protecció                                  | Commons (més fotos)                                         | Dades a WD                    |
| ------ | ----------------------------------------------------------- | -------- | --------------------------------- | ---------------------------------------------------------------------------------- | ----------------------------------------------------------------------------- | ------------------------------------------ | ----------------------------------------------------------- | ----------------------------- |
|        | Convent de Santa Clara                                      | Manresa  | església edifici                  | Arquitecte: Alexandre Soler i March Estil: modernisme català arquitectura romànica | 41° 43′ 13″ N, 1° 50′ 09″ E / 41.720278°N,1.835833°E                          | bé cultural d'interès local                | Santa Clara de Manresa                                      | Modifica les dades a Wikidata |
|        | Cova de Sant Ignasi                                         | Manresa  | església edifici complex religiós |                                                                                    | 41° 43′ 16″ N, 1° 49′ 53″ E / 41.72123056°N,1.83146111°E                      | bé cultural d'interès local                | Cova de Sant Ignasi                                         | Modifica les dades a Wikidata |
|        | Crist Rei de Manresa                                        | Manresa  | església                          | Arquitecte: Alexandre Soler i March Estil: historicisme arquitectònic              | 41° 43′ 43″ N, 1° 49′ 24″ E / 41.728532°N,1.823255°E                          | bé cultural d'interès local                | Església de Crist Rei de Manresa                            | Modifica les dades a Wikidata |
|        | Hospital i església de Sant Andreu                          | Manresa  | església                          |                                                                                    | 41° 43′ 32″ N, 1° 49′ 45″ E / 41.725432°N,1.829248°E                          | bé cultural d'interès local                | Hospital i església de Sant Andreu                          | Modifica les dades a Wikidata |
|        | Mare de Déu de la Guia                                      | Manresa  | església                          | Estil: arquitectura popular                                                        | 41° 43′ 07″ N, 1° 49′ 50″ E / 41.7187°N,1.83043°E                             | bé integrant del patrimoni cultural català | Mare de Déu de la Guia                                      | Modifica les dades a Wikidata |
|        | Residència dels Jesuïtes de Sant Pau de Manresa             | Manresa  | església                          | Estil: arquitectura gòtica                                                         | 41° 44′ 20″ N, 1° 53′ 02″ E / 41.738816°N,1.883825°E                          | bé cultural d'interès local                |                                                             | Modifica les dades a Wikidata |
|        | Sant Crist del Guix                                         | Manresa  | església                          | Estil: arquitectura romànica                                                       | 41° 44′ 28″ N, 1° 50′ 43″ E / 41.740998°N,1.845309°E                          | bé cultural d'interès local                | Sant Crist del Guix                                         | Modifica les dades a Wikidata |
|        | Sant Francesc de Paula de Manresa                           | Manresa  | església                          | Estil: historicisme arquitectònic                                                  | 41° 43′ 21″ N, 1° 49′ 21″ E / 41.722447°N,1.822498°E                          | bé cultural d'interès local                | Sant Francesc de Paula de Manresa                           | Modifica les dades a Wikidata |
|        | Sant Ignasi Malalt de Manresa                               | Manresa  | església                          | Estil: arquitectura popular                                                        | 41° 43′ 26″ N, 1° 49′ 37″ E / 41.7237637°N,1.8269819°E                        | bé cultural d'interès local                | Capella de Sant Ignasi Malalt                               | Modifica les dades a Wikidata |
|        | Sant Jaume dels Comtals                                     | Manresa  | església                          | Estil: arquitectura romànica                                                       | 41° 41′ 48″ N, 1° 50′ 36″ E / 41.696744°N,1.843244°E                          | bé cultural d'interès local                |                                                             | Modifica les dades a Wikidata |
|        | Sant Magí                                                   | Manresa  | església capella                  |                                                                                    | 41° 43′ 26″ N, 1° 50′ 37″ E / 41.723801182509°N,1.84357694111381°E 293 msnm   |                                            |                                                             | Modifica les dades a Wikidata |
|        | Sant Marc de Manresa                                        | Manresa  | església                          | Estil: arquitectura gòtica                                                         | 41° 43′ 17″ N, 1° 49′ 47″ E / 41.721505°N,1.829731°E                          | bé cultural d'interès local                | Sant Marc de Manresa                                        | Modifica les dades a Wikidata |
|        | Sant Pere Màrtir de Manresa                                 | Manresa  | església                          | Estil: arquitectura gòtica Estat: enderrocat o destruït                            | 41° 43′ 30″ N, 1° 49′ 26″ E / 41.725133°N,1.823941°E ca:Plaça de Sant Domènec |                                            | Sant Pere Màrtir de Manresa                                 | Modifica les dades a Wikidata |
|        | Santa Maria de Viladordis                                   | Manresa  | església                          | Estil: arquitectura romànica                                                       | 41° 43′ 14″ N, 1° 51′ 46″ E / 41.7206°N,1.86278°E                             | bé cultural d'interès local                | Santa Maria de Viladordis                                   | Modifica les dades a Wikidata |
|        | capella del Popolo                                          | Manresa  | església                          | Estil: arquitectura popular                                                        | 41° 43′ 23″ N, 1° 49′ 38″ E / 41.723059°N,1.827176°E                          | bé cultural d'interès local                | Mare de Déu del Pòpul de Manresa                            | Modifica les dades a Wikidata |
|        | capella del Remei                                           | Manresa  | església                          | Estil: barroc                                                                      | 41° 43′ 37″ N, 1° 49′ 54″ E / 41.726978°N,1.831636°E                          | bé cultural d'interès local                | Capella del Remei (Manresa)                                 | Modifica les dades a Wikidata |
|        | església de Montserrat                                      | Manresa  | església                          | Estil: historicisme arquitectònic                                                  | 41° 43′ 18″ N, 1° 49′ 27″ E / 41.721737°N,1.824074°E                          | bé cultural d'interès local                | Església de Montserrat (Manresa)                            | Modifica les dades a Wikidata |
|        | església de Sant Josep                                      | Manresa  | església                          | Arquitecte: Alexandre Soler i March Estil: historicisme arquitectònic              | 41° 44′ 01″ N, 1° 49′ 32″ E / 41.733583°N,1.825535°E                          | bé cultural d'interès local                | Església de Sant Josep (Manresa)                            | Modifica les dades a Wikidata |
|        | església de Santa Llúcia i Capella del Rapte de Sant Ignasi | Manresa  | església                          | Estil: historicisme arquitectònic                                                  | 41° 43′ 28″ N, 1° 49′ 45″ E / 41.724542°N,1.829301°E                          | bé cultural d'interès local                | Església de Santa Llúcia i Capella del Rapte de Sant Ignasi | Modifica les dades a Wikidata |
|        | església de Valldaura                                       | Manresa  | església                          | Estil: historicisme arquitectònic                                                  | 41° 43′ 27″ N, 1° 49′ 08″ E / 41.724289°N,1.818912°E                          | bé cultural d'interès local                | Església de Valldaura (Manresa)                             | Modifica les dades a Wikidata |
|        | església del Carme de Manresa                               | Manresa  | església                          | Estil: historicisme arquitectònic                                                  | 41° 43′ 28″ N, 1° 49′ 36″ E / 41.7245°N,1.82665556°E                          | bé cultural d'interès local                | Església del Carme de Manresa                               | Modifica les dades a Wikidata |
|        | la Immaculada                                               | Manresa  | església capella                  |                                                                                    | 41° 44′ 28″ N, 1° 49′ 59″ E / 41.7410154144661°N,1.83309427868428°E 277 msnm  |                                            |                                                             | Modifica les dades a Wikidata |

## estació de ferrocarril
| imatge | Nom                           | Ubicat a | instància de           | Detalls                      | coordenades                                                           | Protecció | Commons (més fotos)        | Dades a WD                    |
| ------ | ----------------------------- | -------- | ---------------------- | ---------------------------- | --------------------------------------------------------------------- | --------- | -------------------------- | ----------------------------- |
|        | Els Comtals                   | Manresa  | estació de ferrocarril | Estat: enderrocat o destruït | 41° 41′ 55″ N, 1° 50′ 38″ E / 41.69861111111111°N,1.843888888888889°E |           |                            | Modifica les dades a Wikidata |
|        | Estació de Manresa            | Manresa  | estació de ferrocarril |                              | 41° 43′ 13″ N, 1° 49′ 35″ E / 41.7204°N,1.82644°E                     |           | Manresa train station      | Modifica les dades a Wikidata |
|        | Estació de Manresa-Alta       | Manresa  | estació de ferrocarril |                              | 41° 43′ 55″ N, 1° 49′ 59″ E / 41.732080555556°N,1.8329722222222°E     |           | Manresa-Alta train station | Modifica les dades a Wikidata |
|        | Estació de Manresa-Baixador   | Manresa  | estació de ferrocarril |                              | 41° 43′ 53″ N, 1° 49′ 40″ E / 41.7314°N,1.8279°E                      |           |                            | Modifica les dades a Wikidata |
|        | Estació de Manresa-Viladordis | Manresa  | estació de ferrocarril |                              | 41° 43′ 29″ N, 1° 50′ 02″ E / 41.7247°N,1.8339861111111°E             |           |                            | Modifica les dades a Wikidata |

## granja
| imatge | Nom                  | Ubicat a | instància de | Detalls | coordenades                                                         | Protecció | Commons (més fotos) | Dades a WD                    |
| ------ | -------------------- | -------- | ------------ | ------- | ------------------------------------------------------------------- | --------- | ------------------- | ----------------------------- |
|        | Granges Jou          | Manresa  | granja       |         | 41° 42′ 27″ N, 1° 48′ 57″ E / 41.7075669499006°N,1.8157902641407°E  |           |                     | Modifica les dades a Wikidata |
|        | Granges de la Talaia | Manresa  | granja       |         | 41° 44′ 25″ N, 1° 49′ 46″ E / 41.7403832765676°N,1.82938978992755°E |           |                     | Modifica les dades a Wikidata |
|        | Granges del Rossell  | Manresa  | granja       |         | 41° 42′ 36″ N, 1° 48′ 59″ E / 41.7101129786557°N,1.8163805940333°E  |           |                     | Modifica les dades a Wikidata |
|        | Granja Freixenet     | Manresa  | granja       |         | 41° 44′ 38″ N, 1° 50′ 22″ E / 41.7439987464305°N,1.83952246221067°E |           |                     | Modifica les dades a Wikidata |
|        | Granja Montserrat    | Manresa  | granja       |         | 41° 42′ 57″ N, 1° 48′ 58″ E / 41.7159564823338°N,1.81618922583383°E |           |                     | Modifica les dades a Wikidata |
|        | Granja de l'Enric    | Manresa  | granja       |         | 41° 42′ 46″ N, 1° 51′ 21″ E / 41.7127000816815°N,1.85571233973796°E |           |                     | Modifica les dades a Wikidata |
|        | Granja de l'Esquius  | Manresa  | granja       |         | 41° 43′ 58″ N, 1° 46′ 53″ E / 41.7326695129971°N,1.78137285060756°E |           |                     | Modifica les dades a Wikidata |

## masia
| imatge | Nom                  | Ubicat a | instància de     | Detalls                                                                                 | coordenades                                                                          | Protecció                                            | Commons (més fotos)            | Dades a WD                    |
| ------ | -------------------- | -------- | ---------------- | --------------------------------------------------------------------------------------- | ------------------------------------------------------------------------------------ | ---------------------------------------------------- | ------------------------------ | ----------------------------- |
|        | Ca l'Agneta          | Manresa  | masia            |                                                                                         | 41° 41′ 33″ N, 1° 50′ 23″ E / 41.6926265517473°N,1.83983354418962°E                  |                                                      |                                | Modifica les dades a Wikidata |
|        | Ca l'Amàlia          | Manresa  | masia            |                                                                                         | 41° 44′ 30″ N, 1° 49′ 16″ E / 41.7417654258666°N,1.82098260920812°E                  |                                                      |                                | Modifica les dades a Wikidata |
|        | Ca l'Arrufat         | Manresa  | masia            |                                                                                         | 41° 42′ 57″ N, 1° 48′ 53″ E / 41.7157622539807°N,1.81482238765393°E                  |                                                      |                                | Modifica les dades a Wikidata |
|        | Ca l'Enric Serra     | Manresa  | masia            |                                                                                         | 41° 43′ 56″ N, 1° 50′ 36″ E / 41.7321108564265°N,1.84321145840626°E                  |                                                      |                                | Modifica les dades a Wikidata |
|        | Ca l'Enricoi         | Manresa  | masia            |                                                                                         | 41° 43′ 05″ N, 1° 48′ 03″ E / 41.7179221638835°N,1.80076565915079°E                  |                                                      |                                | Modifica les dades a Wikidata |
|        | Ca l'Espona          | Manresa  | masia            |                                                                                         | 41° 43′ 10″ N, 1° 49′ 06″ E / 41.7195461670907°N,1.81841950012269°E                  |                                                      |                                | Modifica les dades a Wikidata |
|        | Ca l'Estevet         | Manresa  | masia            |                                                                                         | 41° 42′ 29″ N, 1° 49′ 24″ E / 41.7080497154066°N,1.82332973846781°E                  |                                                      |                                | Modifica les dades a Wikidata |
|        | Ca l'Estevet         | Manresa  | masia            |                                                                                         | 41° 43′ 20″ N, 1° 47′ 29″ E / 41.7222910948636°N,1.79136714755529°E                  |                                                      |                                | Modifica les dades a Wikidata |
|        | Ca l'Estrada         | Manresa  | masia            |                                                                                         | 41° 43′ 58″ N, 1° 50′ 57″ E / 41.7326388914851°N,1.84915398195869°E                  |                                                      |                                | Modifica les dades a Wikidata |
|        | Ca l'Oriol           | Manresa  | masia            |                                                                                         | 41° 43′ 12″ N, 1° 51′ 36″ E / 41.7200101485936°N,1.85988648814349°E                  |                                                      |                                | Modifica les dades a Wikidata |
|        | Ca la Filomena       | Manresa  | masia            |                                                                                         | 41° 44′ 37″ N, 1° 50′ 20″ E / 41.743704262123°N,1.83890239775417°E                   |                                                      |                                | Modifica les dades a Wikidata |
|        | Ca la Rodona         | Manresa  | masia            |                                                                                         | 41° 44′ 39″ N, 1° 50′ 02″ E / 41.74425°N,1.83378°E                                   |                                                      |                                | Modifica les dades a Wikidata |
|        | Ca la Rossa          | Manresa  | masia            |                                                                                         | 41° 44′ 56″ N, 1° 48′ 55″ E / 41.7488029715384°N,1.81516494851314°E                  |                                                      |                                | Modifica les dades a Wikidata |
|        | Cal Balcells         | Manresa  | masia            | Estil: arquitectura popular                                                             | 41° 43′ 55″ N, 1° 47′ 12″ E / 41.731913°N,1.786803°E ca:Camí de Rajadell 282 msnm    | bé cultural d'interès local                          | Cal Balcells (Manresa)         | Modifica les dades a Wikidata |
|        | Cal Balcells de Dalt | Manresa  | masia            |                                                                                         | 41° 44′ 12″ N, 1° 47′ 10″ E / 41.7366832784825°N,1.78616707777379°E                  |                                                      |                                | Modifica les dades a Wikidata |
|        | Cal Bardia           | Manresa  | masia            |                                                                                         | 41° 43′ 10″ N, 1° 49′ 18″ E / 41.7193818730913°N,1.82171647066519°E                  |                                                      |                                | Modifica les dades a Wikidata |
|        | Cal Bastardes        | Manresa  | masia            |                                                                                         | 41° 44′ 56″ N, 1° 49′ 13″ E / 41.7489005900805°N,1.82027473926995°E                  |                                                      |                                | Modifica les dades a Wikidata |
|        | Cal Brunet           | Manresa  | masia            |                                                                                         | 41° 43′ 10″ N, 1° 48′ 56″ E / 41.7195524865672°N,1.81553415610269°E                  |                                                      |                                | Modifica les dades a Wikidata |
|        | Cal Cabanes          | Manresa  | masia            |                                                                                         | 41° 43′ 24″ N, 1° 48′ 15″ E / 41.7234143553233°N,1.80402982698199°E                  |                                                      |                                | Modifica les dades a Wikidata |
|        | Cal Calafell         | Manresa  | masia            |                                                                                         | 41° 43′ 40″ N, 1° 51′ 33″ E / 41.727792824636°N,1.85905152825674°E                   |                                                      |                                | Modifica les dades a Wikidata |
|        | Cal Canyelles        | Manresa  | masia            |                                                                                         | 41° 43′ 02″ N, 1° 51′ 29″ E / 41.7172176506473°N,1.85803647281708°E                  |                                                      |                                | Modifica les dades a Wikidata |
|        | Cal Carboner         | Manresa  | masia            |                                                                                         | 41° 43′ 17″ N, 1° 47′ 52″ E / 41.7214121428684°N,1.797731299546°E                    |                                                      |                                | Modifica les dades a Wikidata |
|        | Cal Carrió           | Manresa  | masia            |                                                                                         | 41° 43′ 04″ N, 1° 49′ 15″ E / 41.7177167785229°N,1.8209534739512°E                   |                                                      |                                | Modifica les dades a Wikidata |
|        | Cal Castel           | Manresa  | masia            |                                                                                         | 41° 43′ 07″ N, 1° 48′ 56″ E / 41.7186334624639°N,1.81550294728741°E                  |                                                      |                                | Modifica les dades a Wikidata |
|        | Cal Celdoni          | Manresa  | masia            |                                                                                         | 41° 43′ 25″ N, 1° 47′ 55″ E / 41.723487°N,1.798628°E 252 msnm                        |                                                      |                                | Modifica les dades a Wikidata |
|        | Cal Celoni           | Manresa  | masia            |                                                                                         | 41° 42′ 37″ N, 1° 47′ 56″ E / 41.7102016812409°N,1.79888981362991°E                  |                                                      |                                | Modifica les dades a Wikidata |
|        | Cal Cisteller        | Manresa  | masia            |                                                                                         | 41° 42′ 11″ N, 1° 48′ 59″ E / 41.7031415894606°N,1.81637626204042°E                  |                                                      |                                | Modifica les dades a Wikidata |
|        | Cal Codina           | Manresa  | masia            |                                                                                         | 41° 44′ 12″ N, 1° 50′ 55″ E / 41.7367957099538°N,1.84871901619693°E                  |                                                      |                                | Modifica les dades a Wikidata |
|        | Cal Codina Nou       | Manresa  | masia            |                                                                                         | 41° 44′ 13″ N, 1° 51′ 01″ E / 41.7368832829441°N,1.85026868132321°E                  |                                                      |                                | Modifica les dades a Wikidata |
|        | Cal Codony           | Manresa  | masia            |                                                                                         | 41° 44′ 57″ N, 1° 48′ 46″ E / 41.7492477767384°N,1.81288360427875°E                  |                                                      |                                | Modifica les dades a Wikidata |
|        | Cal Corrons          | Manresa  | masia            |                                                                                         | 41° 44′ 53″ N, 1° 48′ 49″ E / 41.7480765512981°N,1.81372302724797°E                  |                                                      |                                | Modifica les dades a Wikidata |
|        | Cal Costafreda       | Manresa  | masia            |                                                                                         | 41° 44′ 31″ N, 1° 50′ 26″ E / 41.7420538397782°N,1.84047146111792°E                  |                                                      |                                | Modifica les dades a Wikidata |
|        | Cal Cuques           | Manresa  | masia            |                                                                                         | 41° 43′ 33″ N, 1° 46′ 59″ E / 41.7259053977209°N,1.7830757023174°E                   |                                                      |                                | Modifica les dades a Wikidata |
|        | Cal Daniel           | Manresa  | masia            |                                                                                         | 41° 42′ 12″ N, 1° 47′ 45″ E / 41.7033865980218°N,1.79574756618469°E                  |                                                      |                                | Modifica les dades a Wikidata |
|        | Cal Faixó            | Manresa  | masia            |                                                                                         | 41° 43′ 05″ N, 1° 51′ 33″ E / 41.7179758383217°N,1.85910498518979°E                  |                                                      |                                | Modifica les dades a Wikidata |
|        | Cal Ferrer           | Manresa  | masia            |                                                                                         | 41° 43′ 36″ N, 1° 48′ 14″ E / 41.7266459470775°N,1.80384965758869°E                  |                                                      |                                | Modifica les dades a Wikidata |
|        | Cal Frare            | Manresa  | masia            |                                                                                         | 41° 41′ 35″ N, 1° 50′ 27″ E / 41.6931668375022°N,1.84071308353777°E                  |                                                      |                                | Modifica les dades a Wikidata |
|        | Cal Fèlix            | Manresa  | masia            |                                                                                         | 41° 43′ 36″ N, 1° 48′ 11″ E / 41.7267089743668°N,1.80298282429152°E                  |                                                      |                                | Modifica les dades a Wikidata |
|        | Cal Gamisans         | Manresa  | masia            |                                                                                         | 41° 43′ 23″ N, 1° 48′ 07″ E / 41.7230244832518°N,1.80205335743793°E                  |                                                      |                                | Modifica les dades a Wikidata |
|        | Cal Gasparó          | Manresa  | masia            |                                                                                         | 41° 42′ 14″ N, 1° 48′ 59″ E / 41.7038358569519°N,1.81644765990025°E                  |                                                      |                                | Modifica les dades a Wikidata |
|        | Cal Gibert           | Manresa  | masia            |                                                                                         | 41° 42′ 33″ N, 1° 49′ 14″ E / 41.7092101892134°N,1.820556026751°E                    |                                                      |                                | Modifica les dades a Wikidata |
|        | Cal Gravat           | Manresa  | masia            |                                                                                         | 41° 42′ 59″ N, 1° 51′ 04″ E / 41.7162659964628°N,1.85111709422656°E                  |                                                      |                                | Modifica les dades a Wikidata |
|        | Cal Guixes           | Manresa  | masia            |                                                                                         | 41° 43′ 31″ N, 1° 48′ 10″ E / 41.7252207484311°N,1.80278201758343°E                  |                                                      |                                | Modifica les dades a Wikidata |
|        | Cal Magdalena        | Manresa  | masia            |                                                                                         | 41° 43′ 19″ N, 1° 47′ 36″ E / 41.7218529326312°N,1.79338306694707°E                  |                                                      |                                | Modifica les dades a Wikidata |
|        | Cal Marc             | Manresa  | masia            |                                                                                         | 41° 43′ 09″ N, 1° 47′ 36″ E / 41.7191851490806°N,1.79321658775432°E                  |                                                      |                                | Modifica les dades a Wikidata |
|        | Cal Minguet          | Manresa  | masia            |                                                                                         | 41° 42′ 59″ N, 1° 48′ 43″ E / 41.7165081523031°N,1.81204380300724°E                  |                                                      |                                | Modifica les dades a Wikidata |
|        | Cal Minguet Vell     | Manresa  | masia            |                                                                                         | 41° 42′ 45″ N, 1° 48′ 53″ E / 41.7124294671233°N,1.81479947506927°E                  |                                                      |                                | Modifica les dades a Wikidata |
|        | Cal Mitger           | Manresa  | masia            |                                                                                         | 41° 43′ 31″ N, 1° 50′ 17″ E / 41.7254113676753°N,1.8380175357547°E                   |                                                      |                                | Modifica les dades a Wikidata |
|        | Cal Monistrolà       | Manresa  | masia            |                                                                                         | 41° 41′ 54″ N, 1° 51′ 24″ E / 41.6983716061339°N,1.85677159857636°E                  |                                                      |                                | Modifica les dades a Wikidata |
|        | Cal Móra             | Manresa  | masia            |                                                                                         | 41° 43′ 45″ N, 1° 48′ 09″ E / 41.7291263424178°N,1.80245700177241°E                  |                                                      |                                | Modifica les dades a Wikidata |
|        | Cal Nasi             | Manresa  | masia            |                                                                                         | 41° 43′ 17″ N, 1° 47′ 54″ E / 41.7213375095547°N,1.79834581838265°E                  |                                                      |                                | Modifica les dades a Wikidata |
|        | Cal Nasi             | Manresa  | masia            |                                                                                         | 41° 43′ 16″ N, 1° 51′ 09″ E / 41.7209824958905°N,1.85260796843774°E                  |                                                      |                                | Modifica les dades a Wikidata |
|        | Cal Palomes          | Manresa  | masia            |                                                                                         | 41° 43′ 28″ N, 1° 48′ 02″ E / 41.7245478057227°N,1.80043806086959°E                  |                                                      |                                | Modifica les dades a Wikidata |
|        | Cal Paulino          | Manresa  | masia            |                                                                                         | 41° 43′ 27″ N, 1° 47′ 47″ E / 41.7242985760593°N,1.79641510604531°E                  |                                                      |                                | Modifica les dades a Wikidata |
|        | Cal Pep              | Manresa  | masia            |                                                                                         | 41° 43′ 14″ N, 1° 51′ 37″ E / 41.7206537000911°N,1.86029588191009°E                  |                                                      |                                | Modifica les dades a Wikidata |
|        | Cal Pere             | Manresa  | masia            |                                                                                         | 41° 45′ 50″ N, 1° 48′ 47″ E / 41.7638753124236°N,1.81292676523997°E                  |                                                      |                                | Modifica les dades a Wikidata |
|        | Cal Pintor           | Manresa  | masia            |                                                                                         | 41° 45′ 03″ N, 1° 49′ 34″ E / 41.7508690569374°N,1.82603601202948°E                  |                                                      |                                | Modifica les dades a Wikidata |
|        | Cal Pla              | Manresa  | masia            |                                                                                         | 41° 44′ 02″ N, 1° 50′ 58″ E / 41.7340115450129°N,1.8495142604409°E                   |                                                      |                                | Modifica les dades a Wikidata |
|        | Cal Poc Oli          | Manresa  | masia            |                                                                                         | 41° 42′ 24″ N, 1° 50′ 18″ E / 41.7066344305452°N,1.83825958328064°E                  |                                                      |                                | Modifica les dades a Wikidata |
|        | Cal Poc Oli Vell     | Manresa  | masia            |                                                                                         | 41° 42′ 10″ N, 1° 50′ 26″ E / 41.7028474085788°N,1.84052717900601°E                  |                                                      |                                | Modifica les dades a Wikidata |
|        | Cal Pui              | Manresa  | masia            |                                                                                         | 41° 43′ 06″ N, 1° 49′ 20″ E / 41.718234629233°N,1.8222663770577°E                    |                                                      |                                | Modifica les dades a Wikidata |
|        | Cal Ramonet          | Manresa  | masia            |                                                                                         | 41° 42′ 55″ N, 1° 48′ 52″ E / 41.7153709393619°N,1.81443288438084°E                  |                                                      |                                | Modifica les dades a Wikidata |
|        | Cal Sabata           | Manresa  | masia            |                                                                                         | 41° 43′ 11″ N, 1° 49′ 12″ E / 41.7198227584575°N,1.81991716230124°E                  |                                                      |                                | Modifica les dades a Wikidata |
|        | Cal Salvans          | Manresa  | masia            |                                                                                         | 41° 43′ 27″ N, 1° 51′ 34″ E / 41.724102557259°N,1.85930918529111°E                   |                                                      |                                | Modifica les dades a Wikidata |
|        | Cal Santpare         | Manresa  | masia            |                                                                                         | 41° 43′ 30″ N, 1° 48′ 14″ E / 41.7250065124139°N,1.80383197833303°E                  |                                                      |                                | Modifica les dades a Wikidata |
|        | Cal Sec              | Manresa  | masia            |                                                                                         | 41° 42′ 38″ N, 1° 49′ 03″ E / 41.7104935757298°N,1.81747946035291°E                  |                                                      |                                | Modifica les dades a Wikidata |
|        | Cal Sobirana         | Manresa  | masia            |                                                                                         | 41° 42′ 22″ N, 1° 50′ 16″ E / 41.7060075980021°N,1.83773000175378°E                  |                                                      |                                | Modifica les dades a Wikidata |
|        | Cal Sord             | Manresa  | masia            |                                                                                         | 41° 41′ 36″ N, 1° 50′ 21″ E / 41.6932323599559°N,1.83917374477587°E                  |                                                      |                                | Modifica les dades a Wikidata |
|        | Cal Taleca           | Manresa  | masia            |                                                                                         | 41° 42′ 46″ N, 1° 49′ 22″ E / 41.7129063783666°N,1.8226401298454°E                   |                                                      |                                | Modifica les dades a Wikidata |
|        | Cal Taló             | Manresa  | masia            |                                                                                         | 41° 42′ 15″ N, 1° 48′ 56″ E / 41.7042689402628°N,1.81564646698181°E                  |                                                      |                                | Modifica les dades a Wikidata |
|        | Cal Tano Nou         | Manresa  | masia            |                                                                                         | 41° 43′ 19″ N, 1° 47′ 45″ E / 41.7219331916793°N,1.79588218640281°E                  |                                                      |                                | Modifica les dades a Wikidata |
|        | Cal Tano Vell        | Manresa  | masia            |                                                                                         | 41° 43′ 26″ N, 1° 47′ 44″ E / 41.7238841508861°N,1.79554519268453°E                  |                                                      |                                | Modifica les dades a Wikidata |
|        | Cal Taverner         | Manresa  | masia            |                                                                                         | 41° 43′ 30″ N, 1° 47′ 43″ E / 41.7248904544736°N,1.79530998659068°E                  |                                                      |                                | Modifica les dades a Wikidata |
|        | Cal Terrisser        | Manresa  | masia            |                                                                                         | 41° 44′ 13″ N, 1° 50′ 51″ E / 41.7368095864225°N,1.8474080412853°E                   |                                                      |                                | Modifica les dades a Wikidata |
|        | Cal Teula            | Manresa  | masia            |                                                                                         | 41° 43′ 10″ N, 1° 51′ 11″ E / 41.719518112489°N,1.85298265249621°E                   |                                                      |                                | Modifica les dades a Wikidata |
|        | Cal Tir              | Manresa  | masia            |                                                                                         | 41° 44′ 34″ N, 1° 49′ 12″ E / 41.7428175419921°N,1.81994113948353°E                  |                                                      |                                | Modifica les dades a Wikidata |
|        | Cal Ton              | Manresa  | masia            |                                                                                         | 41° 43′ 09″ N, 1° 51′ 10″ E / 41.7191570605112°N,1.8529049214105°E                   |                                                      |                                | Modifica les dades a Wikidata |
|        | Cal Tonic            | Manresa  | masia            |                                                                                         | 41° 44′ 32″ N, 1° 49′ 15″ E / 41.7421152698455°N,1.82084392280873°E                  |                                                      |                                | Modifica les dades a Wikidata |
|        | Cal Tornes           | Manresa  | masia            |                                                                                         | 41° 42′ 37″ N, 1° 48′ 03″ E / 41.7103487150336°N,1.80089442627494°E                  |                                                      |                                | Modifica les dades a Wikidata |
|        | Cal Torre            | Manresa  | masia            |                                                                                         | 41° 43′ 43″ N, 1° 48′ 21″ E / 41.7287470152521°N,1.80581860188365°E                  |                                                      |                                | Modifica les dades a Wikidata |
|        | Cal Traper           | Manresa  | masia            |                                                                                         | 41° 43′ 25″ N, 1° 51′ 08″ E / 41.7235359174934°N,1.85215377086453°E                  |                                                      |                                | Modifica les dades a Wikidata |
|        | Cal Tàssies          | Manresa  | masia            |                                                                                         | 41° 44′ 46″ N, 1° 49′ 40″ E / 41.7462385965772°N,1.82770791362043°E                  |                                                      |                                | Modifica les dades a Wikidata |
|        | Cal Valentí          | Manresa  | masia            |                                                                                         | 41° 43′ 09″ N, 1° 48′ 57″ E / 41.7190789285392°N,1.81590350383121°E                  |                                                      |                                | Modifica les dades a Wikidata |
|        | Cal Vicenç           | Manresa  | masia            |                                                                                         | 41° 42′ 57″ N, 1° 48′ 09″ E / 41.7158969247448°N,1.80261849813825°E                  |                                                      |                                | Modifica les dades a Wikidata |
|        | Calaf                | Manresa  | masia            |                                                                                         | 41° 43′ 32″ N, 1° 51′ 04″ E / 41.7254973827059°N,1.85104881659362°E                  |                                                      |                                | Modifica les dades a Wikidata |
|        | Camprubí             | Manresa  | masia            |                                                                                         | 41° 45′ 15″ N, 1° 49′ 44″ E / 41.7540949807034°N,1.82882791509942°E                  |                                                      |                                | Modifica les dades a Wikidata |
|        | Can Barba            | Manresa  | masia            |                                                                                         | 41° 43′ 15″ N, 1° 51′ 01″ E / 41.7209412957708°N,1.85028844377262°E                  |                                                      |                                | Modifica les dades a Wikidata |
|        | Can Cardona          | Manresa  | masia            |                                                                                         | 41° 44′ 41″ N, 1° 49′ 12″ E / 41.7447804191119°N,1.81988114084436°E                  |                                                      |                                | Modifica les dades a Wikidata |
|        | Can Font de la Serra | Manresa  | masia            | Estil: arquitectura popular                                                             | 41° 44′ 26″ N, 1° 49′ 59″ E / 41.740545°N,1.833021°E                                 | bé cultural d'interès local                          | Can Font de la Serra (Manresa) | Modifica les dades a Wikidata |
|        | Can Mensa            | Manresa  | masia            |                                                                                         | 41° 42′ 18″ N, 1° 48′ 48″ E / 41.7048669914141°N,1.81337590984441°E                  |                                                      |                                | Modifica les dades a Wikidata |
|        | Can Miquel           | Manresa  | masia            |                                                                                         | 41° 44′ 20″ N, 1° 51′ 09″ E / 41.7389421514299°N,1.85260096209459°E                  |                                                      |                                | Modifica les dades a Wikidata |
|        | Can Ranyetes         | Manresa  | masia            |                                                                                         | 41° 43′ 27″ N, 1° 50′ 32″ E / 41.7242735451506°N,1.84218586224199°E                  |                                                      |                                | Modifica les dades a Wikidata |
|        | Can Ri               | Manresa  | masia            |                                                                                         | 41° 42′ 39″ N, 1° 48′ 02″ E / 41.7109397934194°N,1.80057091578311°E                  |                                                      |                                | Modifica les dades a Wikidata |
|        | Can Serra            | Manresa  | masia            |                                                                                         | 41° 43′ 36″ N, 1° 50′ 40″ E / 41.726791237032°N,1.84444909899853°E                   |                                                      |                                | Modifica les dades a Wikidata |
|        | Can Tita             | Manresa  | masia            |                                                                                         | 41° 43′ 33″ N, 1° 50′ 24″ E / 41.7258107220401°N,1.84010233470773°E                  |                                                      |                                | Modifica les dades a Wikidata |
|        | Can Venta            | Manresa  | masia            |                                                                                         | 41° 44′ 11″ N, 1° 50′ 52″ E / 41.7362907787404°N,1.84776604105822°E                  |                                                      |                                | Modifica les dades a Wikidata |
|        | Can Vinyes           | Manresa  | masia            | Estil: arquitectura popular                                                             | 41° 44′ 21″ N, 1° 49′ 41″ E / 41.739079°N,1.827967°E ca:sector de la Talaia 301 msnm | bé cultural d'interès local                          | Can Vinyes (Manresa)           | Modifica les dades a Wikidata |
|        | Casa Blanca del Guix | Manresa  | masia            |                                                                                         | 41° 44′ 14″ N, 1° 51′ 07″ E / 41.7371703927448°N,1.85195909737488°E                  |                                                      |                                | Modifica les dades a Wikidata |
|        | Casa Florentina      | Manresa  | masia            |                                                                                         | 41° 43′ 19″ N, 1° 47′ 52″ E / 41.7218642852868°N,1.7979032034702°E                   |                                                      |                                | Modifica les dades a Wikidata |
|        | Casa Gran            | Manresa  | masia            |                                                                                         | 41° 42′ 39″ N, 1° 47′ 58″ E / 41.7108725833692°N,1.79931004877524°E                  |                                                      |                                | Modifica les dades a Wikidata |
|        | Casa de la Creu      | Manresa  | masia            |                                                                                         | 41° 42′ 11″ N, 1° 47′ 43″ E / 41.7029867191793°N,1.79540648652008°E                  |                                                      |                                | Modifica les dades a Wikidata |
|        | Casa de les Hortes   | Manresa  | masia            |                                                                                         | 41° 43′ 16″ N, 1° 52′ 05″ E / 41.7212082153227°N,1.868100458224°E                    |                                                      |                                | Modifica les dades a Wikidata |
|        | Casa del Daura       | Manresa  | masia            |                                                                                         | 41° 45′ 00″ N, 1° 49′ 32″ E / 41.7498630921422°N,1.82542891551593°E                  |                                                      |                                | Modifica les dades a Wikidata |
|        | Cases Fatjó          | Manresa  | masia            |                                                                                         | 41° 43′ 48″ N, 1° 50′ 42″ E / 41.7300928434849°N,1.8449550419158°E                   |                                                      |                                | Modifica les dades a Wikidata |
|        | Collbaix             | Manresa  | masia            |                                                                                         | 41° 44′ 01″ N, 1° 47′ 30″ E / 41.733550020591°N,1.7916213003935°E                    |                                                      |                                | Modifica les dades a Wikidata |
|        | Mas Boadella         | Manresa  | masia            |                                                                                         | 41° 44′ 45″ N, 1° 48′ 53″ E / 41.745818550987°N,1.8148590268487°E                    |                                                      |                                | Modifica les dades a Wikidata |
|        | Mas Boïgues          | Manresa  | masia            |                                                                                         | 41° 44′ 45″ N, 1° 48′ 53″ E / 41.745818550987°N,1.8148590268487°E                    |                                                      |                                | Modifica les dades a Wikidata |
|        | Mas Terrós           | Manresa  | masia            |                                                                                         | 41° 45′ 15″ N, 1° 49′ 31″ E / 41.7540496314697°N,1.82526838430602°E                  |                                                      |                                | Modifica les dades a Wikidata |
|        | Mas d'en Pla         | Manresa  | masia            |                                                                                         | 41° 44′ 37″ N, 1° 48′ 56″ E / 41.7436472427865°N,1.81566864262648°E                  |                                                      |                                | Modifica les dades a Wikidata |
|        | Mas d'en Roca        | Manresa  | masia            |                                                                                         | 41° 43′ 29″ N, 1° 51′ 12″ E / 41.724790290453°N,1.85329765221186°E                   |                                                      |                                | Modifica les dades a Wikidata |
|        | Mas de les Marcetes  | Manresa  | masia            | Estil: arquitectura popular                                                             | 41° 43′ 04″ N, 1° 51′ 48″ E / 41.717692°N,1.863398°E                                 | bé cultural d'interès local                          | Mas de les Marcetes (Manresa)  | Modifica les dades a Wikidata |
|        | Masia Blanca         | Manresa  | masia            |                                                                                         | 41° 43′ 12″ N, 1° 47′ 52″ E / 41.7201235302807°N,1.79767116855264°E                  |                                                      |                                | Modifica les dades a Wikidata |
|        | Masia Vella          | Manresa  | masia            |                                                                                         | 41° 41′ 37″ N, 1° 48′ 27″ E / 41.6936737527509°N,1.80751312088167°E                  |                                                      |                                | Modifica les dades a Wikidata |
|        | Raval del Monistrolà | Manresa  | masia            |                                                                                         | 41° 42′ 08″ N, 1° 48′ 46″ E / 41.702245357128°N,1.8126390025401°E                    |                                                      |                                | Modifica les dades a Wikidata |
|        | Raval dels Corrons   | Manresa  | masia            |                                                                                         | 41° 42′ 50″ N, 1° 49′ 06″ E / 41.714013942056°N,1.8184327227695°E                    |                                                      |                                | Modifica les dades a Wikidata |
|        | Rosales              | Manresa  | masia            |                                                                                         | 41° 44′ 05″ N, 1° 46′ 16″ E / 41.7346870137086°N,1.77122203295945°E                  |                                                      |                                | Modifica les dades a Wikidata |
|        | Santa Susanna        | Manresa  | masia            |                                                                                         | 41° 44′ 33″ N, 1° 49′ 18″ E / 41.7426290575147°N,1.8217605308048°E                   |                                                      |                                | Modifica les dades a Wikidata |
|        | Torre Bertran        | Manresa  | masia            |                                                                                         | 41° 43′ 20″ N, 1° 50′ 55″ E / 41.722140881037°N,1.8486560721491°E                    |                                                      |                                | Modifica les dades a Wikidata |
|        | Torre Bosquets       | Manresa  | masia            |                                                                                         | 41° 43′ 47″ N, 1° 50′ 49″ E / 41.7296179601938°N,1.84699555084234°E                  |                                                      |                                | Modifica les dades a Wikidata |
|        | Torre Grifell        | Manresa  | masia            |                                                                                         | 41° 43′ 35″ N, 1° 51′ 42″ E / 41.7263048532102°N,1.8615906780694°E                   |                                                      |                                | Modifica les dades a Wikidata |
|        | Torre Gual           | Manresa  | masia            |                                                                                         | 41° 43′ 10″ N, 1° 48′ 52″ E / 41.7194423969922°N,1.81446624101813°E                  |                                                      |                                | Modifica les dades a Wikidata |
|        | Torre Jordana        | Manresa  | masia            |                                                                                         | 41° 44′ 05″ N, 1° 50′ 49″ E / 41.7346247650136°N,1.84689397533814°E                  |                                                      |                                | Modifica les dades a Wikidata |
|        | Torre Oliva          | Manresa  | masia            |                                                                                         | 41° 42′ 49″ N, 1° 49′ 04″ E / 41.7135761982625°N,1.8176994295397°E                   |                                                      |                                | Modifica les dades a Wikidata |
|        | Torre Serramelera    | Manresa  | masia            |                                                                                         | 41° 44′ 00″ N, 1° 50′ 52″ E / 41.7332381161034°N,1.84783263001238°E                  |                                                      |                                | Modifica les dades a Wikidata |
|        | Torre Vives          | Manresa  | masia            |                                                                                         | 41° 42′ 27″ N, 1° 50′ 28″ E / 41.7073921335217°N,1.84104649119974°E                  |                                                      |                                | Modifica les dades a Wikidata |
|        | Torre de l'Om        | Manresa  | masia            |                                                                                         | 41° 44′ 38″ N, 1° 49′ 12″ E / 41.7439441746598°N,1.82001671888716°E                  |                                                      |                                | Modifica les dades a Wikidata |
|        | Torre del Junyent    | Manresa  | masia            |                                                                                         | 41° 43′ 57″ N, 1° 46′ 44″ E / 41.7326254643744°N,1.77892074567317°E                  |                                                      |                                | Modifica les dades a Wikidata |
|        | Torre del Lluvià     | Manresa  | masia            | Estil: modernisme català                                                                | 41° 43′ 31″ N, 1° 47′ 23″ E / 41.725146°N,1.789591°E                                 | bé cultural d'interès local                          | Torre del Lluvià               | Modifica les dades a Wikidata |
|        | Torre dels Pardals   | Manresa  | masia            |                                                                                         | 41° 43′ 29″ N, 1° 48′ 05″ E / 41.7247747168741°N,1.80146779622402°E                  |                                                      |                                | Modifica les dades a Wikidata |
|        | capella dels Comdals | Manresa  | masia capella    | Estil: arquitectura popular                                                             | 41° 43′ 09″ N, 1° 47′ 22″ E / 41.719028°N,1.7895°E 253 msnm                          | bé cultural d'interès local                          | El Suanya (Manresa)            | Modifica les dades a Wikidata |
|        | el Colomer           | Manresa  | masia            |                                                                                         | 41° 44′ 45″ N, 1° 50′ 22″ E / 41.745752414004°N,1.8394987138514°E                    |                                                      |                                | Modifica les dades a Wikidata |
|        | el Figuetaire        | Manresa  | masia            |                                                                                         | 41° 42′ 42″ N, 1° 50′ 34″ E / 41.7116964528113°N,1.84273615834429°E                  |                                                      |                                | Modifica les dades a Wikidata |
|        | el Forn              | Manresa  | masia            |                                                                                         | 41° 43′ 24″ N, 1° 51′ 11″ E / 41.7233286732874°N,1.85304712519031°E                  |                                                      |                                | Modifica les dades a Wikidata |
|        | el Frare Nou         | Manresa  | masia            |                                                                                         | 41° 44′ 46″ N, 1° 49′ 07″ E / 41.7461916171534°N,1.81872478013943°E                  |                                                      |                                | Modifica les dades a Wikidata |
|        | el Frare Vell        | Manresa  | masia            |                                                                                         | 41° 44′ 47″ N, 1° 49′ 04″ E / 41.7462905263746°N,1.81783298556938°E                  |                                                      |                                | Modifica les dades a Wikidata |
|        | el Grau              | Manresa  | masia            |                                                                                         | 41° 44′ 09″ N, 1° 51′ 44″ E / 41.735828°N,1.862099°E 168 msnm                        |                                                      | El Grau (Manresa)              | Modifica les dades a Wikidata |
|        | el Masnou            | Manresa  | masia            |                                                                                         | 41° 44′ 34″ N, 1° 50′ 30″ E / 41.7428664640462°N,1.84156324496483°E                  |                                                      |                                | Modifica les dades a Wikidata |
|        | el Monistrolà        | Manresa  | masia            |                                                                                         | 41° 42′ 10″ N, 1° 48′ 49″ E / 41.7028973345314°N,1.81365250184546°E                  |                                                      |                                | Modifica les dades a Wikidata |
|        | el Pla de Llorenç    | Manresa  | masia            |                                                                                         | 41° 44′ 08″ N, 1° 51′ 13″ E / 41.7356750329738°N,1.85374135284947°E                  |                                                      |                                | Modifica les dades a Wikidata |
|        | el Puig              | Manresa  | masia            |                                                                                         | 41° 42′ 10″ N, 1° 47′ 48″ E / 41.7028369656962°N,1.79658711037498°E                  |                                                      |                                | Modifica les dades a Wikidata |
|        | el Setó              | Manresa  | masia            |                                                                                         | 41° 42′ 28″ N, 1° 48′ 41″ E / 41.7079007486924°N,1.81148111709853°E                  |                                                      |                                | Modifica les dades a Wikidata |
|        | el Vendrell          | Manresa  | masia            |                                                                                         | 41° 42′ 38″ N, 1° 47′ 51″ E / 41.7105212965254°N,1.79758569339432°E                  |                                                      |                                | Modifica les dades a Wikidata |
|        | el Xup               | Manresa  | masia            |                                                                                         | 41° 42′ 49″ N, 1° 48′ 25″ E / 41.7137169094267°N,1.80691428805464°E                  |                                                      |                                | Modifica les dades a Wikidata |
|        | els Corrons          | Manresa  | masia            |                                                                                         | 41° 42′ 40″ N, 1° 48′ 46″ E / 41.7111755337942°N,1.81286321548408°E                  |                                                      |                                | Modifica les dades a Wikidata |
|        | l'Angle              | Manresa  | masia            |                                                                                         | 41° 41′ 30″ N, 1° 52′ 09″ E / 41.6916393131123°N,1.86909969499552°E                  |                                                      |                                | Modifica les dades a Wikidata |
|        | l'Oller              | Manresa  | masia            | Estil: arquitectura popular                                                             | 41° 42′ 17″ N, 1° 48′ 09″ E / 41.704647°N,1.802532°E                                 | bé cultural d'interès local                          | Mas de l'Oller (Manresa)       | Modifica les dades a Wikidata |
|        | la Coma              | Manresa  | masia            |                                                                                         | 41° 44′ 40″ N, 1° 49′ 06″ E / 41.7444401665283°N,1.81832393642532°E                  |                                                      |                                | Modifica les dades a Wikidata |
|        | la Culla             | Manresa  | masia casa forta | Estil: arquitectura popular                                                             | 41° 43′ 14″ N, 1° 50′ 23″ E / 41.720645°N,1.839795°E                                 | bé d'interès cultural bé cultural d'interès nacional | La Culla (Manresa)             | Modifica les dades a Wikidata |
|        | la Masia Nova        | Manresa  | masia            |                                                                                         | 41° 42′ 24″ N, 1° 48′ 48″ E / 41.7066772838249°N,1.81336665740783°E                  |                                                      |                                | Modifica les dades a Wikidata |
|        | la Morera            | Manresa  | masia            | Arquitecte: Ignasi Oms i Ponsa Estil: arquitectura modernista arquitectura popular 1905 | 41° 43′ 54″ N, 1° 46′ 36″ E / 41.731737°N,1.776604°E ca:Camí de Rajadell 315 msnm    | bé cultural d'interès local                          | La Morera (Manresa)            | Modifica les dades a Wikidata |
|        | la Pallereta         | Manresa  | masia            |                                                                                         | 41° 44′ 54″ N, 1° 48′ 40″ E / 41.7482825911828°N,1.81100109935853°E                  |                                                      |                                | Modifica les dades a Wikidata |
|        | la Torre del Riera   | Manresa  | masia            |                                                                                         | 41° 44′ 42″ N, 1° 48′ 44″ E / 41.7450245525913°N,1.81210752719476°E                  |                                                      |                                | Modifica les dades a Wikidata |
|        | les Arnaules         | Manresa  | masia            |                                                                                         | 41° 42′ 43″ N, 1° 51′ 34″ E / 41.7119268832133°N,1.8594764137275°E                   |                                                      |                                | Modifica les dades a Wikidata |
|        | les Ferreres         | Manresa  | masia            |                                                                                         | 41° 42′ 53″ N, 1° 47′ 31″ E / 41.714639502996°N,1.7919756209087°E                    |                                                      |                                | Modifica les dades a Wikidata |
|        | les Oliveres         | Manresa  | masia            |                                                                                         | 41° 45′ 08″ N, 1° 49′ 54″ E / 41.7523393855419°N,1.83155408406407°E                  |                                                      |                                | Modifica les dades a Wikidata |
|        | les Puntes           | Manresa  | masia            |                                                                                         | 41° 44′ 21″ N, 1° 49′ 51″ E / 41.7392002769263°N,1.83085433157035°E                  |                                                      |                                | Modifica les dades a Wikidata |

## monument
| imatge | Nom                                  | Ubicat a | instància de | Detalls                                         | coordenades | Protecció                                  | Commons (més fotos)                      | Dades a WD                    |
| ------ | ------------------------------------ | -------- | ------------ | ----------------------------------------------- | --- | ------------------------------------------ | ---------------------------------------- | ----------------------------- |
|        | Escultura a Pau Casals               | Manresa  | monument     | 1976                                            | 41° 43′ 49″ N, 1° 49′ 32″ E / 41.730237°N,1.825433°E 41° 43′ 49″ N, 1° 49′ 32″ E / 41.730236111111°N,1.8254333333333°E | bé integrant del patrimoni cultural català | Escultura a Pau Casals (Manresa)         | Modifica les dades a Wikidata |
|        | Escultura al Parc de la Font del Gat | Manresa  | monument     | 2014                                            | 41° 44′ 08″ N, 1° 49′ 41″ E / 41.735495°N,1.828102°E                                                                   |                                            | Escultura al Parc de la Font del Gat     | Modifica les dades a Wikidata |
|        | La Ben Plantada de Manresa           | Manresa  | monument     | Creador: Josep Clarà i Ayats Estil: noucentisme | 41° 43′ 46″ N, 1° 49′ 52″ E / 41.729547°N,1.831121°E ca:Pg. Pere III - Pl. Bonavista                                   | bé integrant del patrimoni cultural català | La Ben Plantada (Manresa)                | Modifica les dades a Wikidata |
|        | Monument Escut de la Balconada       | Manresa  | monument     |                                                 | 41° 43′ 10″ N, 1° 50′ 25″ E / 41.719363°N,1.840346°E                                                                   | bé integrant del patrimoni cultural català | Monument Escut de la Balconada (Manresa) | Modifica les dades a Wikidata |
|        | Monument a Josep Anselm Clavé        | Manresa  | monument     | Estil: arquitectura eclèctica                   | 41° 43′ 28″ N, 1° 49′ 23″ E / 41.724466°N,1.823116°E                                                                   | bé integrant del patrimoni cultural català | Monument a Josep Anselm Clavé (Manresa)  | Modifica les dades a Wikidata |
|        | Monument a la Llum                   | Manresa  | monument     |                                                 | 41° 43′ 31″ N, 1° 49′ 36″ E / 41.725324°N,1.826785°E                                                                   | bé integrant del patrimoni cultural català | Monument a la Llum (Manresa)             | Modifica les dades a Wikidata |
|        | Pou de Llum                          | Manresa  | monument     | Creador: Fernando Prats 2003                    | 41° 43′ 07″ N, 1° 50′ 02″ E / 41.718694444444445°N,1.8337777777777775°E                                                |                                            |                                          | Modifica les dades a Wikidata |

## muntanya
| imatge | Nom                  | Ubicat a                         | instància de | Detalls | coordenades                                                                                       | Protecció | Commons (més fotos)  | Dades a WD                    |
| ------ | -------------------- | -------------------------------- | ------------ | ------- | ------------------------------------------------------------------------------------------------- | --------- | -------------------- | ----------------------------- |
|        | Collbaix             | Sant Joan de Vilatorrada Manresa | muntanya     |         | 41° 44′ 27″ N, 1° 46′ 51″ E / 41.740870427°N,1.78096524985°E ca:Sant Joan de Vilatorrada 543 msnm |           | Collbaix (Manresa)   | Modifica les dades a Wikidata |
|        | Puig Cardener        | Manresa                          | muntanya     |         | 41° 43′ 11″ N, 1° 49′ 26″ E / 41.71973333°N,1.8238°E 232 msnm                                     |           |                      | Modifica les dades a Wikidata |
|        | Puigberenguer        | Manresa                          | muntanya     |         | 41° 44′ 03″ N, 1° 49′ 05″ E / 41.73416667°N,1.81805556°E 295 msnm                                 |           | Puigberenguer        | Modifica les dades a Wikidata |
|        | Puigcardener         | Manresa                          | muntanya     |         | 41° 43′ 18″ N, 1° 49′ 39″ E / 41.721789°N,1.827636°E 240.3 msnm                                   |           | Puigcardener         | Modifica les dades a Wikidata |
|        | Puigmercadal         | Manresa                          | muntanya     |         | 41° 43′ 28″ N, 1° 49′ 36″ E / 41.72444444°N,1.82666667°E 281 msnm                                 |           | Puigmercadal         | Modifica les dades a Wikidata |
|        | Puigterrà            | Manresa                          | muntanya     |         | 41° 43′ 44″ N, 1° 49′ 36″ E / 41.72901389°N,1.82653333°E 281 msnm                                 |           | Puigterrà            | Modifica les dades a Wikidata |
|        | Tossal dels Cigalons | Manresa                          | muntanya     |         | 41° 43′ 44″ N, 1° 48′ 57″ E / 41.728999°N,1.815894°E 245 msnm                                     |           | Tossal dels Cigalons | Modifica les dades a Wikidata |
|        | Turó de París        | Manresa                          | muntanya     |         | 41° 42′ 09″ N, 1° 50′ 17″ E / 41.7024°N,1.83797°E 276.7 msnm                                      |           |                      | Modifica les dades a Wikidata |
|        | Turó del Jeroni      | Manresa                          | muntanya     |         | 41° 41′ 57″ N, 1° 51′ 49″ E / 41.6992°N,1.86364°E 318.1 msnm                                      |           |                      | Modifica les dades a Wikidata |
|        | Turó del Xato        | Manresa                          | muntanya     |         | 41° 43′ 15″ N, 1° 48′ 12″ E / 41.7209°N,1.80321°E 289.2 msnm                                      |           |                      | Modifica les dades a Wikidata |
|        | les Comelles         | Manresa                          | muntanya     |         | 41° 42′ 25″ N, 1° 51′ 14″ E / 41.70697222°N,1.85375278°E 380 msnm                                 |           |                      | Modifica les dades a Wikidata |

## nucli d'entitat singular de població
| imatge | Nom              | Ubicat a               | instància de                                           | Detalls | coordenades                                                        | Protecció | Commons (més fotos) | Dades a WD                    |
| ------ | ---------------- | ---------------------- | ------------------------------------------------------ | ------- | ------------------------------------------------------------------ | --------- | ------------------- | ----------------------------- |
|        | Fàbrica Blanca   | Sant Pau Manresa       | nucli d'entitat singular de població nucli de població | 62 hab  | 41° 42′ 36″ N, 1° 50′ 00″ E / 41.71008743°N,1.83326842°E 193 msnm  |           |                     | Modifica les dades a Wikidata |
|        | Fàbrica Vermella | Sant Pau Manresa       | nucli d'entitat singular de població nucli de població | 21 hab  | 41° 42′ 37″ N, 1° 49′ 58″ E / 41.71030222°N,1.832664956°E 195 msnm |           |                     | Modifica les dades a Wikidata |
|        | Vista Alegre     | Santa Caterina Manresa | nucli d'entitat singular de població nucli de població | 82 hab  | 41° 43′ 11″ N, 1° 49′ 04″ E / 41.71972288°N,1.817754557°E 271 msnm |           |                     | Modifica les dades a Wikidata |

## nucli de població
| imatge | Nom                  | Ubicat a               | instància de                                           | Detalls | coordenades                                                                | Protecció | Commons (més fotos)   | Dades a WD                    |
| ------ | -------------------- | ---------------------- | ------------------------------------------------------ | ------- | -------------------------------------------------------------------------- | --------- | --------------------- | ----------------------------- |
|        | Bellavista           | Manresa el Xup         | nucli de població nucli d'entitat singular de població | 96 hab  | 41° 43′ 12″ N, 1° 48′ 40″ E / 41.72012°N,1.81116°E 265 msnm                |           |                       | Modifica les dades a Wikidata |
|        | Cal Gravat           | Manresa                | nucli de població                                      |         | 41° 43′ 05″ N, 1° 51′ 03″ E / 41.717945142465°N,1.8508184282328°E          |           |                       | Modifica les dades a Wikidata |
|        | Carretera d'Igualada | Manresa Santa Caterina | nucli de població nucli d'entitat singular de població | 26 hab  | 41° 43′ 03″ N, 1° 48′ 23″ E / 41.717491750495°N,1.8063477317376°E 248 msnm |           |                       | Modifica les dades a Wikidata |
|        | Sol i Aire           | Manresa el Xup         | nucli de població nucli d'entitat singular de població | 44 hab  | 41° 43′ 19″ N, 1° 48′ 23″ E / 41.721994282049°N,1.8062643952721°E 255 msnm |           |                       | Modifica les dades a Wikidata |
|        | els Comdals          | Manresa                | nucli de població                                      |         | 41° 41′ 51″ N, 1° 50′ 39″ E / 41.6975°N,1.84428°E                          |           | Els Comdals (Manresa) | Modifica les dades a Wikidata |
|        | els Polvorers        | Manresa Santa Caterina | nucli de població nucli d'entitat singular de població | 0 hab   | 41° 42′ 51″ N, 1° 49′ 19″ E / 41.714050962846°N,1.822038238111°E 203 msnm  |           |                       | Modifica les dades a Wikidata |
|        | la Catalana          | Manresa el Xup         | nucli de població nucli d'entitat singular de població | 24 hab  | 41° 43′ 03″ N, 1° 48′ 57″ E / 41.71759123909°N,1.8159629307429°E 247 msnm  |           |                       | Modifica les dades a Wikidata |
|        | la Guia              | Manresa Santa Caterina | nucli de població nucli d'entitat singular de població | 64 hab  | 41° 43′ 00″ N, 1° 49′ 36″ E / 41.716801688946°N,1.8267964671189°E 224 msnm |           |                       | Modifica les dades a Wikidata |
|        | les Tres Creus       | Manresa el Xup         | nucli de població nucli d'entitat singular de població | 61 hab  | 41° 43′ 12″ N, 1° 48′ 53″ E / 41.71991°N,1.8147°E 246 msnm                 |           |                       | Modifica les dades a Wikidata |

## obra escultòrica
| imatge | Nom                                            | Ubicat a | instància de             | Detalls                                                       | coordenades                                          | Protecció                                  | Commons (més fotos)                      | Dades a WD                    |
| ------ | ---------------------------------------------- | -------- | ------------------------ | ------------------------------------------------------------- | ---------------------------------------------------- | ------------------------------------------ | ---------------------------------------- | ----------------------------- |
|        | Crist a la Creu 207a                           | Manresa  | obra escultòrica         | Creador: Josep Llimona i Bruguera Estil: modernisme 1930      | cementiri de Manresa                                 |                                            |                                          | Modifica les dades a Wikidata |
|        | Escultura a la Terminal d'autobusos de Manresa | Manresa  | obra escultòrica edifici | Creador: Francesc Fornells-Pla Estil: arquitectura modernista | 41° 43′ 54″ N, 1° 49′ 58″ E / 41.731544°N,1.832684°E |                                            | Escultura Terminal d'autobusos (Manresa) | Modifica les dades a Wikidata |
|        | Escultura de Sant Jordi                        | Manresa  | obra escultòrica         | Estil: academicisme                                           | 41° 43′ 39″ N, 1° 49′ 49″ E / 41.727602°N,1.830297°E | bé integrant del patrimoni cultural català | Escultura de Sant Jordi (Manresa)        | Modifica les dades a Wikidata |
|        | Figura femenina 220                            | Manresa  | obra escultòrica         | Creador: Josep Llimona i Bruguera Estil: modernisme           | cementiri de Manresa                                 |                                            |                                          | Modifica les dades a Wikidata |
|        | Figura femenina 96a                            | Manresa  | obra escultòrica         | Creador: Josep Llimona i Bruguera Estil: modernisme 1908      | cementiri de Manresa                                 |                                            |                                          | Modifica les dades a Wikidata |
|        | Sentinella de la pau                           | Manresa  | obra escultòrica         | Creador: Marzo-Mart                                           | 41° 44′ 04″ N, 1° 49′ 42″ E / 41.734561°N,1.828209°E |                                            | Sentinella de la pau                     | Modifica les dades a Wikidata |
|        | Àngels de la Cova de Sant Ignasi               | Manresa  | obra escultòrica         | Creador: Josep Llimona i Bruguera Estil: modernisme 1910s     | Cova de Sant Ignasi                                  |                                            |                                          | Modifica les dades a Wikidata |

## parc
| imatge | Nom                            | Ubicat a | instància de | Detalls | coordenades                                                         | Protecció | Commons (més fotos) | Dades a WD                    |
| ------ | ------------------------------ | -------- | ------------ | ------- | ------------------------------------------------------------------- | --------- | ------------------- | ----------------------------- |
|        | Parc de Puigterrà              | Manresa  | parc         |         | 41° 43′ 45″ N, 1° 49′ 37″ E / 41.72921°N,1.82684°E                  |           |                     | Modifica les dades a Wikidata |
|        | Parc de l'Agulla               | Manresa  | parc         |         | 41° 44′ 55″ N, 1° 50′ 30″ E / 41.7484797491804°N,1.84176300469544°E |           |                     | Modifica les dades a Wikidata |
|        | Parc de la Seu                 | Manresa  | parc         |         | 41° 43′ 17″ N, 1° 49′ 43″ E / 41.72143°N,1.8286°E                   |           |                     | Modifica les dades a Wikidata |
|        | Parc de les Homilíes d'Organyà | Manresa  | parc         |         | 41° 44′ 17″ N, 1° 49′ 27″ E / 41.73793°N,1.82411°E                  |           |                     | Modifica les dades a Wikidata |

## polígon industrial
| imatge | Nom                                     | Ubicat a | instància de       | Detalls | coordenades                                                         | Protecció | Commons (més fotos) | Dades a WD                    |
| ------ | --------------------------------------- | -------- | ------------------ | ------- | ------------------------------------------------------------------- | --------- | ------------------- | ----------------------------- |
|        | Bufalvent                               | Manresa  | polígon industrial |         | 41° 42′ 45″ N, 1° 50′ 47″ E / 41.712577°N,1.846461°E 387 msnm       |           |                     | Modifica les dades a Wikidata |
|        | Els Comtals Parc Empresarial            | Manresa  | polígon industrial |         | 41° 41′ 45″ N, 1° 50′ 33″ E / 41.6959401437489°N,1.84241781702517°E |           |                     | Modifica les dades a Wikidata |
|        | Parc Tecnològic de la Catalunya Central | Manresa  | polígon industrial |         | 41° 44′ 38″ N, 1° 50′ 53″ E / 41.7437772772429°N,1.84794487263837°E |           |                     | Modifica les dades a Wikidata |
|        | Polígon industrial El Guix              | Manresa  | polígon industrial |         | 41° 44′ 25″ N, 1° 51′ 13″ E / 41.7402319405748°N,1.85368436063732°E |           |                     | Modifica les dades a Wikidata |
|        | Polígon industrial Els Trullols         | Manresa  | polígon industrial |         | 41° 43′ 34″ N, 1° 50′ 42″ E / 41.7260685780681°N,1.84513533845759°E |           |                     | Modifica les dades a Wikidata |
|        | Polígon industrial Passeig del Riu      | Manresa  | polígon industrial |         | 41° 43′ 18″ N, 1° 49′ 02″ E / 41.7217933582541°N,1.81710397480918°E |           |                     | Modifica les dades a Wikidata |
|        | Polígon industrial Pont Nou I           | Manresa  | polígon industrial |         | 41° 43′ 58″ N, 1° 48′ 36″ E / 41.7327074078696°N,1.80990562545467°E |           |                     | Modifica les dades a Wikidata |
|        | Polígon industrial Sant Joan d'en Coll  | Manresa  | polígon industrial |         | 41° 43′ 51″ N, 1° 50′ 11″ E / 41.7307267728467°N,1.83637065790032°E |           |                     | Modifica les dades a Wikidata |
|        | Polígon industrial dels Dolors          | Manresa  | polígon industrial |         | 41° 44′ 23″ N, 1° 50′ 50″ E / 41.7396457578597°N,1.84730921985598°E |           |                     | Modifica les dades a Wikidata |

## pont
| imatge | Nom                    | Ubicat a                               | instància de            | Detalls                                                                                          | coordenades                                                         | Protecció                                                              | Commons (més fotos)             | Dades a WD                    |
| ------ | ---------------------- | -------------------------------------- | ----------------------- | ------------------------------------------------------------------------------------------------ | ------------------------------------------------------------------- | ---------------------------------------------------------------------- | ------------------------------- | ----------------------------- |
|        | Pont Fumat             | Manresa                                | pont                    | Travessa: línia Barcelona-Manresa-Lleida-Almacelles                                              | 41° 43′ 13″ N, 1° 49′ 06″ E / 41.7202747221382°N,1.81832199901149°E |                                                                        |                                 | Modifica les dades a Wikidata |
|        | Pont Nou de Manresa    | Manresa                                | pont                    | Estil: arquitectura gòtica Travessa: Cardener                                                    | 41° 43′ 40″ N, 1° 48′ 50″ E / 41.727731°N,1.813958°E                | bé cultural d'interès nacional                                         | Pont Nou (Manresa)              | Modifica les dades a Wikidata |
|        | Pont Vell de Manresa   | Manresa                                | pont pont d'estil gòtic | Estil: arquitectura gòtica Travessa: Cardener Llarg: 113m Llum: 25m                              | 41° 43′ 15″ N, 1° 49′ 48″ E / 41.72083333°N,1.83°E                  | bé d'interès cultural bé cultural d'interès nacional                   | Pont Vell de Manresa            | Modifica les dades a Wikidata |
|        | Pont de Cal Cerdà      | Manresa                                | pont                    | Hi passa: Eix Transversal                                                                        | 41° 44′ 10″ N, 1° 46′ 21″ E / 41.7361604756268°N,1.77256477786391°E |                                                                        |                                 | Modifica les dades a Wikidata |
|        | Pont de Cal Móra       | Manresa                                | pont                    | Travessa: línia Barcelona-Manresa-Lleida-Almacelles                                              | 41° 43′ 43″ N, 1° 48′ 08″ E / 41.7285572654153°N,1.80229924340941°E |                                                                        |                                 | Modifica les dades a Wikidata |
|        | Pont de Sant Francesc  | Manresa                                | pont                    | Estil: arquitectura popular 1891 Travessa: Cardener Llarg: 90.5m Ample: 8.5m                     | 41° 43′ 15″ N, 1° 49′ 14″ E / 41.720919°N,1.820602°E                | bé cultural d'interès local                                            | Pont de Sant Francesc (Manresa) | Modifica les dades a Wikidata |
|        | Pont de Sant Pau       | Manresa                                | pont                    | Travessa: Llobregat Hi passa: C-55                                                               | 41° 42′ 34″ N, 1° 50′ 17″ E / 41.709324940983°N,1.83800680056065°E  |                                                                        |                                 | Modifica les dades a Wikidata |
|        | Pont de Sota la Morera | Manresa                                | pont                    | Travessa: línia Barcelona-Manresa-Lleida-Almacelles                                              | 41° 43′ 47″ N, 1° 46′ 32″ E / 41.7297353017436°N,1.77563290800515°E |                                                                        |                                 | Modifica les dades a Wikidata |
|        | Pont de la Reforma     | Manresa                                | pont                    | Estil: academicisme noucentisme 1965 Travessa: Cardener                                          | 41° 43′ 15″ N, 1° 49′ 33″ E / 41.720838°N,1.825929°E                | bé integrant del patrimoni cultural català                             | Pont de la Reforma (Manresa)    | Modifica les dades a Wikidata |
|        | Pont del Congost       | Manresa                                | pont                    | Travessa: Cardener                                                                               | 41° 43′ 15″ N, 1° 48′ 55″ E / 41.720901528581°N,1.81534107138613°E  |                                                                        |                                 | Modifica les dades a Wikidata |
|        | pont de Vilomara       | Manresa el Pont de Vilomara i Rocafort | pont pont d'estil gòtic | Estil: arquitectura popular arquitectura gòtica Travessa: Llobregat Estat: bon estat Llarg: 130m | 41° 42′ 03″ N, 1° 52′ 09″ E / 41.700834°N,1.869102°E 186 msnm       | bé cultural d'interès local bé integrant del patrimoni cultural català | Pont de Vilomara                | Modifica les dades a Wikidata |

## vèrtex geodèsic
| imatge | Nom      | Ubicat a | instància de    | Detalls   | coordenades                                                       | Protecció | Commons (més fotos) | Dades a WD                    |
| ------ | -------- | -------- | --------------- | --------- | ----------------------------------------------------------------- | --------- | ------------------- | ----------------------------- |
|        | Collbaix | Manresa  | vèrtex geodèsic | Alt: 1.2m | 41° 44′ 27″ N, 1° 46′ 51″ E / 41.740864°N,1.780965°E 544.437 msnm |           |                     | Modifica les dades a Wikidata |
|        | Gravat   | Manresa  | vèrtex geodèsic | Alt: 1.2m | 41° 42′ 25″ N, 1° 51′ 14″ E / 41.706975°N,1.853848°E 381.077 msnm |           |                     | Modifica les dades a Wikidata |

## xemeneia de fàbrica
| imatge | Nom                                              | Ubicat a | instància de        | Detalls                     | coordenades                                                                                        | Protecció                   | Commons (més fotos)                              | Dades a WD                    |
| ------ | ------------------------------------------------ | -------- | ------------------- | --------------------------- | -------------------------------------------------------------------------------------------------- | --------------------------- | ------------------------------------------------ | ----------------------------- |
|        | xemeneia de la Fàbrica Cura                      | Manresa  | xemeneia de fàbrica | Estil: arquitectura popular | 41° 43′ 44″ N, 1° 50′ 00″ E / 41.728978°N,1.833286°E ca:Carretera del Pont de Vilomara, 9 279 msnm | bé cultural d'interès local | Xemeneia de la Fàbrica Cura                      | Modifica les dades a Wikidata |
|        | xemeneia de la fàbrica de licors de Manresa Alta | Manresa  | xemeneia de fàbrica | Estil: arquitectura popular | 41° 43′ 52″ N, 1° 49′ 56″ E / 41.731223°N,1.832311°E                                               | bé cultural d'interès local | Xemeneia de la fàbrica de licors de Manresa Alta | Modifica les dades a Wikidata |

## Misc
| imatge | Nom                                                  | Ubicat a                                                                          | instància de                    | Detalls                                                                                          | coordenades                                                                                               | Protecció                                            | Commons (més fotos)                 | Dades a WD                    |
| ------ | ---------------------------------------------------- | --------------------------------------------------------------------------------- | ------------------------------- | ------------------------------------------------------------------------------------------------ | --- | ---------------------------------------------------- | ----------------------------------- | ----------------------------- |
|        | Ajuntament de Manresa                                | Manresa                                                                           | casa consistorial               | Estil: arquitectura barroca                                                                      | 41° 43′ 23″ N, 1° 49′ 37″ E / 41.722965°N,1.82687°E                                                       | bé cultural d'interès nacional                       | Manresa town hall                   | Modifica les dades a Wikidata |
|        | Casc antic                                           | Manresa                                                                           | centre històric                 |                                                                                                  | 41° 43′ 24″ N, 1° 49′ 37″ E / 41.723308°N,1.826948°E                                                      | bé integrant del patrimoni cultural català           | Casc antic de Manresa               | Modifica les dades a Wikidata |
|        | Col·legiata Basílica de Santa Maria de Manresa       | Manresa                                                                           | col·legiata basílica menor      | Arquitecte: Berenguer de Montagut Estil: gòtic català 9th century Llarg: 68m Ample: 33m Alt: 30m | 41° 43′ 19″ N, 1° 49′ 38″ E / 41.72189722°N,1.82708889°E                                                  | bé d'interès cultural bé cultural d'interès nacional | Seu de Manresa                      | Modifica les dades a Wikidata |
|        | Dipòsit controlat del Bages                          | Manresa                                                                           | abocador equipament             |                                                                                                  | 41° 42′ 05″ N, 1° 51′ 22″ E / 41.701355°N,1.856046°E 350 msnm                                             |                                                      | Dipòsit controlat del Bages         | Modifica les dades a Wikidata |
|        | Gorg dels Esparvers                                  | Manresa                                                                           | indret                          |                                                                                                  | 41° 42′ 06″ N, 1° 49′ 17″ E / 41.70158944°N,1.82127222°E                                                  |                                                      |                                     | Modifica les dades a Wikidata |
|        | L'Antic Molí                                         | Manresa                                                                           | fàbrica                         |                                                                                                  | |                                                      |                                     | Modifica les dades a Wikidata |
|        | Llobregat                                            | Catalunya província de Barcelona Catalunya Central Àmbit Metropolità de Barcelona | riu                             | Desemboca: mar Mediterrània Llarg: 175km Conca: 4948.3km²                                        | 42° 16′ 57″ N, 2° 00′ 46″ E / 42.282412°N,2.012826°E 41° 18′ 08″ N, 2° 07′ 55″ E / 41.302248°N,2.131948°E |                                                      | Llobregat                           | Modifica les dades a Wikidata |
|        | Monumental                                           | Manresa                                                                           | plaça de toros                  | 1932-09-18 Estat: enderrocat o destruït                                                          | |                                                      |                                     | Modifica les dades a Wikidata |
|        | Mulassa de Manresa                                   | Manresa                                                                           | mulassa                         | 1985                                                                                             | |                                                      | Mulassa de Manresa                  | Modifica les dades a Wikidata |
|        | Parc de l'Agulla                                     | Manresa                                                                           | embassament                     |                                                                                                  | 41° 44′ 54″ N, 1° 50′ 38″ E / 41.74833333°N,1.84388889°E                                                  |                                                      | Parc de l'Agulla                    | Modifica les dades a Wikidata |
|        | Poblat medieval de Santa Maria de Viladordis         | Manresa                                                                           | antic assentament               |                                                                                                  | 41° 43′ 16″ N, 1° 51′ 47″ E / 41.7210420158346°N,1.86312623153613°E 292 msnm                              |                                                      |                                     | Modifica les dades a Wikidata |
|        | Pont de les Arnaules                                 | Manresa                                                                           | arc natural                     |                                                                                                  | 41° 42′ 08″ N, 1° 51′ 48″ E / 41.702133°N,1.863248°E 248 msnm                                             |                                                      | Pont Foradat                        | Modifica les dades a Wikidata |
|        | Recinte emmurallat de Manresa                        | Manresa                                                                           | muralla urbana                  |                                                                                                  | 41° 43′ 18″ N, 1° 49′ 38″ E / 41.721672°N,1.827232°E                                                      | bé d'interès cultural bé cultural d'interès nacional | Recinte emmurallat de Manresa       | Modifica les dades a Wikidata |
|        | Refugi antiaeri de la Renaixença                     | Manresa                                                                           | refugi antiaeri                 |                                                                                                  | 41° 43′ 38″ N, 1° 49′ 17″ E / 41.727134°N,1.821488°E                                                      |                                                      | Refugi antiaeri de la Renaixença    | Modifica les dades a Wikidata |
|        | Torre de Santa Caterina                              | Manresa                                                                           | torre de sentinella             | Estil: arquitectura popular                                                                      | 41° 43′ 06″ N, 1° 49′ 35″ E / 41.718455°N,1.826472°E                                                      | bé cultural d'interès nacional                       | Torre de Santa Caterina (Manresa)   | Modifica les dades a Wikidata |
|        | Torre dels Comtals                                   | Manresa                                                                           | torre de defensa                | Estil: arquitectura popular                                                                      | 41° 41′ 49″ N, 1° 50′ 35″ E / 41.697°N,1.843165°E                                                         | bé cultural d'interès nacional                       | Torre dels Comtals (Manresa)        | Modifica les dades a Wikidata |
|        | casa Torrents                                        | Manresa                                                                           | edifici residencial             | Arquitecte: Ignasi Oms i Ponsa Estil: modernisme català                                          | 41° 43′ 29″ N, 1° 49′ 26″ E / 41.724658°N,1.823864°E ca:Pl. Fius i Palà, 1                                | bé cultural d'interès local                          | Casa Torrents (Manresa)             | Modifica les dades a Wikidata |
|        | el Pont de Vilomara                                  | Manresa el Pont de Vilomara i Rocafort                                            | assentament humà                |                                                                                                  | |                                                      |                                     | Modifica les dades a Wikidata |
|        | font de Neptú                                        | Manresa                                                                           | font                            | Estil: arquitectura neoclàssica                                                                  | 41° 43′ 41″ N, 1° 48′ 55″ E / 41.728°N,1.81519°E                                                          | bé cultural d'interès local                          | Font de Neptú de Manresa            | Modifica les dades a Wikidata |
|        | frontal d'altar de Manresa                           | Manresa                                                                           | frontal d'altar brodat          | Llarg: 333cm Alt: 90cm                                                                           | Col·legiata Basílica de Santa Maria de Manresa                                                            |                                                      |                                     | Modifica les dades a Wikidata |
|        | jaciment arqueològic del Pla del Riu de les Marcetes | Manresa                                                                           | jaciment arqueològic necròpolis |                                                                                                  | 41° 43′ 10″ N, 1° 51′ 48″ E / 41.719448°N,1.863335°E                                                      | bé integrant del patrimoni cultural català           |                                     | Modifica les dades a Wikidata |
|        | la Mina                                              | Manresa                                                                           | túnel                           |                                                                                                  | 41° 43′ 41″ N, 1° 48′ 02″ E / 41.7281416017415°N,1.80044334118793°E                                       |                                                      |                                     | Modifica les dades a Wikidata |
|        | les Cots                                             | Manresa                                                                           | caseria                         |                                                                                                  | |                                                      |                                     | Modifica les dades a Wikidata |
|        | pedrera de Montlleó                                  | Manresa Castellgalí                                                               | jaciment paleontològic          |                                                                                                  | 41° 41′ 34″ N, 1° 49′ 30″ E / 41.692881°N,1.824986°E                                                      |                                                      |                                     | Modifica les dades a Wikidata |
|        | restes de la fortalesa al Puigterrà                  | Manresa                                                                           | castell                         |                                                                                                  | 41° 43′ 41″ N, 1° 49′ 35″ E / 41.727949°N,1.826507°E 279 msnm                                             | bé d'interès cultural bé cultural d'interès nacional | Restes de la fortalesa al Puigterrà | Modifica les dades a Wikidata |
|        | sitja de Manresa                                     | Manresa                                                                           | sitja                           | Estil: Tipo X 1964 Superfície: 315m²                                                             | 41° 42′ 52″ N, 1° 49′ 51″ E / 41.71447222222222°N,1.83075°E                                               |                                                      |                                     | Modifica les dades a Wikidata |
|        | sèquia de Manresa                                    | Manresa Balsareny                                                                 | séquia                          | Estil: arquitectura popular 1383                                                                 | 41° 43′ 26″ N, 1° 49′ 36″ E / 41.724003°N,1.826797°E ca:Claret                                            |                                                      | Sèquia de Manresa                   | Modifica les dades a Wikidata |